# Sorico
Sorico (Sörich in dialetto comasco, AFI: /ˈsørik/) è un comune italiano di 1 257 abitanti della provincia di Como in Lombardia, dell'euroregione Regio Insubrica e della Comunità montana Valli del Lario e del Ceresio.

## Geografia fisica
(Franz Liszt in visita sul lago di Como, Tratto dalla lettera a Louis de Ronchaud in Revue et Gazette musicale de Paris, 1838)
(Ennodio sepulchrum beati martiris Fidelis, VI secolo d.C.)

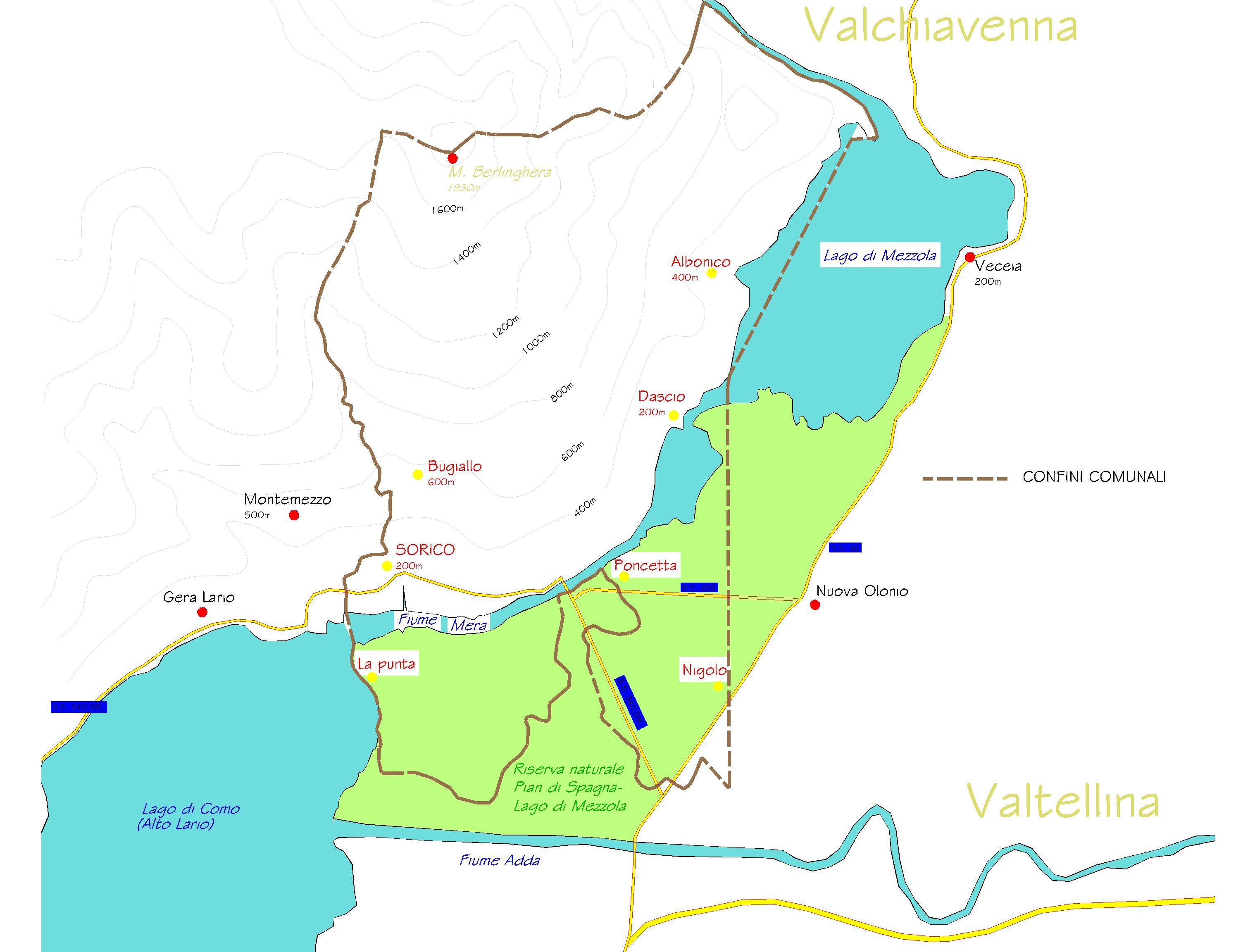
Mappa del comune di Sorico

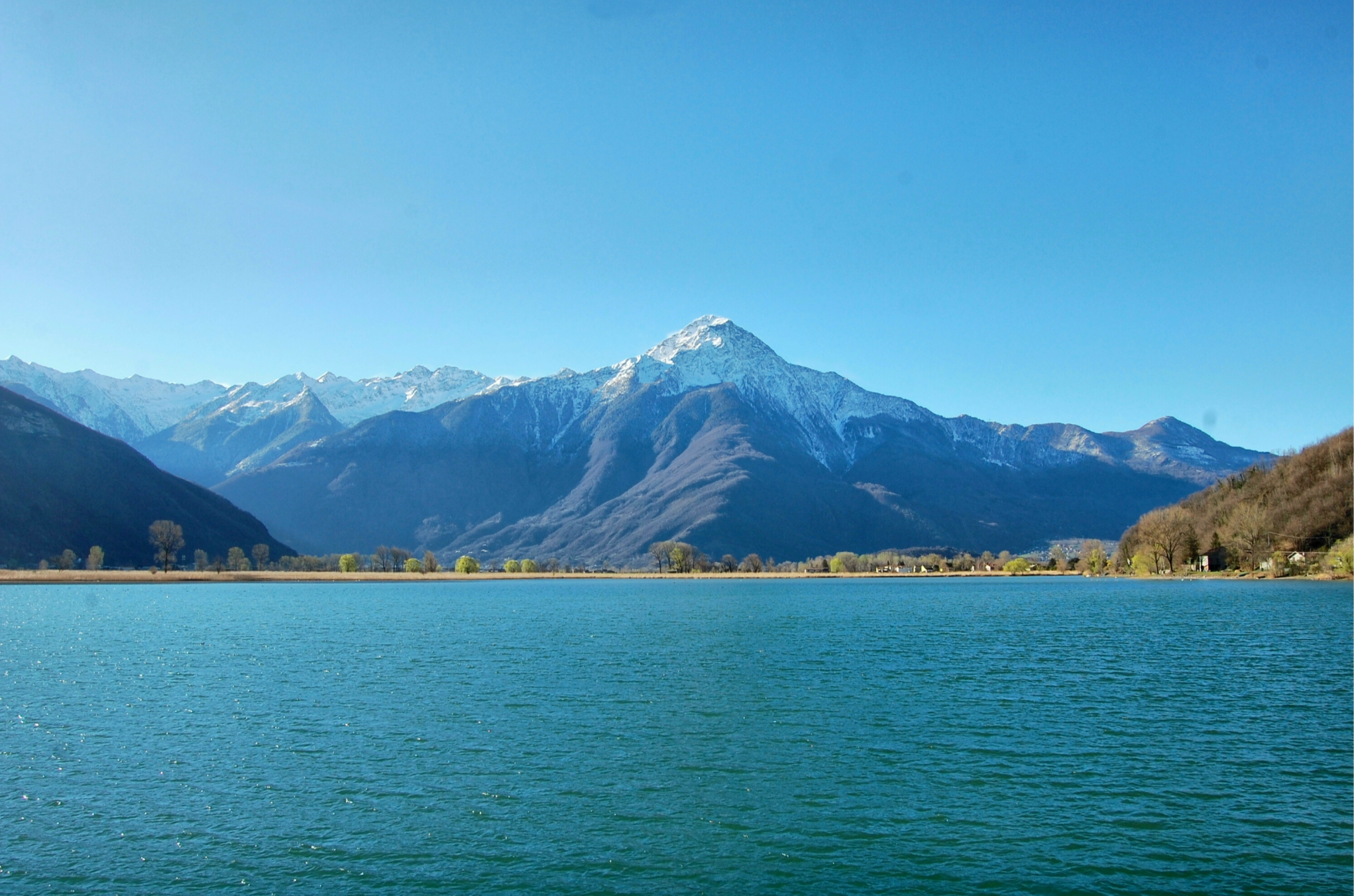
L'eccezionale naturalezza ambientale di Sorico è tutelata con accordi internazionali

Situato nel punto più a nord del lago di Como (57 km a nord di Como), rappresenta l'ultimo paese fluviale del bacino del fiume Mera e costituisce il punto di raccordo fra Alto Lario, Valtellina e Valchiavenna.
Il comune con i suoi 23 km² è il quarto per estensione territoriale della provincia di Como.
Sorico si raggiunge in automobile percorrendo la SS340 (da Como-Lugano), la SS38 (da Sondrio) o la SS36 (da Milano, Lecco, Chiavenna), in treno, stazione di Colico a 9 km, linea 36 Milano-Lecco-Sondrio-Tirano, in autobus linea C10 Como-Colico. In battello, scalo di Domaso (a 5 km) o di Colico (a 9 km).
Nel territorio suricense sono presenti sette nuclei abitati: Sorico centro in prossimità della foce del fiume Mera, Albonico e Bugiallo a mezza costa della montagna, Dascio tra il bacino nord e sud del Lago di Mezzola, l'abitato in località Poncetta nel Pian di Spagna, l'insediamento La Punta alla foce del fiume Mera e località Nigolo al confine con Dubino.
La varia conformazione morfologica del comune comprende gran parte del Pian di Spagna, il fronte sud del monte Berlinghera sino a 1 936 metri s.l.m. e la zona collinare al di sotto dei 600 metri, la direttrice fluviale del fiume Mera e la sponda ovest del Lago di Mezzola. Il comune di Sorico ha quindi 7,26 km di costa lacustre e 9,06 km di costa fluviale. L'affacciarsi del territorio comunale sul lago di Mezzola fa di Sorico assieme a Verceia l'imboccatura naturale per la Valchiavenna. Le aree montane e lacustri di Sorico, quale alto esempio di ecosistemi del paesaggio prealpino caratterizzato da un elevatissimo grado di naturalità, vengono segnalate da più riviste specializzate nella promozione turistica. Le aree pianeggianti e lacustro-fluviali sono definite come Zone umide italiane della lista di Ramsar.

### La fascia collinare
La fascia collinare è una porzione di territorio compresa tra i 200 e i 600 metri sul livello del mare estesa per circa 5 km (da Albonico sino a Sorico centro) resa fertile sino a pochi decenni fa da un susseguirsi continuo di terrazzamenti costituiti da muri a secco.
Il lavoro costante ed intelligente dell'uomo ha da secoli addomesticato la montagna per i suoi fini di sostentamento. L'avvento del benessere tipico del novecento e il migrare degli interessi contadini dalla montagna alla pianura, ha comportato lentamente l'abbandono della prima porzione di mezza costa appena sopra le sponde del fiume Mera.
Le coltivazioni attuate in collina prediligevano la vite e diverse cultivar da frutto; scarsa era la presenza di castagneti in questa fascia altimetrica terrazzata. Una curiosità è la presenza ancora oggi di piccoli raggruppamenti sparsi di piante di olivo che fanno di Sorico il settore più a nord in Europa di propagazione della specie.
Di quello che doveva essere un esempio di tradizione e ingegno non rimane più traccia per chi osserva la collina dal basso. Il lussureggiante bosco che ricopre la costa costituito prevalentemente da robinia ha preso il posto dei ricchi pianori ed ha avvolto le costruzioni più antiche dei tipici nuclei rurali (Corzone, Cà Crusca, Gaggiolo, Gusbano, La pizza, Locofontana, Montagnola, Piazzo, Quessero, Selve, Sirana, Prati Meriggi, Vallate) trasformandoli in romantiche rovine.
Prima della realizzazione della strade carrozzabili (opere del Novecento) tutte le piccole frazioni erano collegate da mulattiere diramanti dalla principale Antica Via Regina.

## Origini del nome
Il termine “Sorico” si può ricondurre a diversi termini latini ma quello che risulta più descrittivo del paese è ex auricus, dal verbo exauricare, disperdersi dell'aria, rinfrescarsi, corrispondente al dialettale sorà: perché il luogo, afoso e caldo, è arieggiato dalla Breva.

## Storia

### Periodo Pre Romano e Romano
Nel territorio di Sorico, della bassa Valchiavenna e della bassa Valtellina in epoca pre romana era presente la tribù celto-retica degli Aneuniates. Sotto la dominazione Romana il loro Vicus era Aneumium (tradotto: Olonio) nella provincia della Gallia cisalpina.

### Vicende amministrative dal Medioevo all'età contemporanea

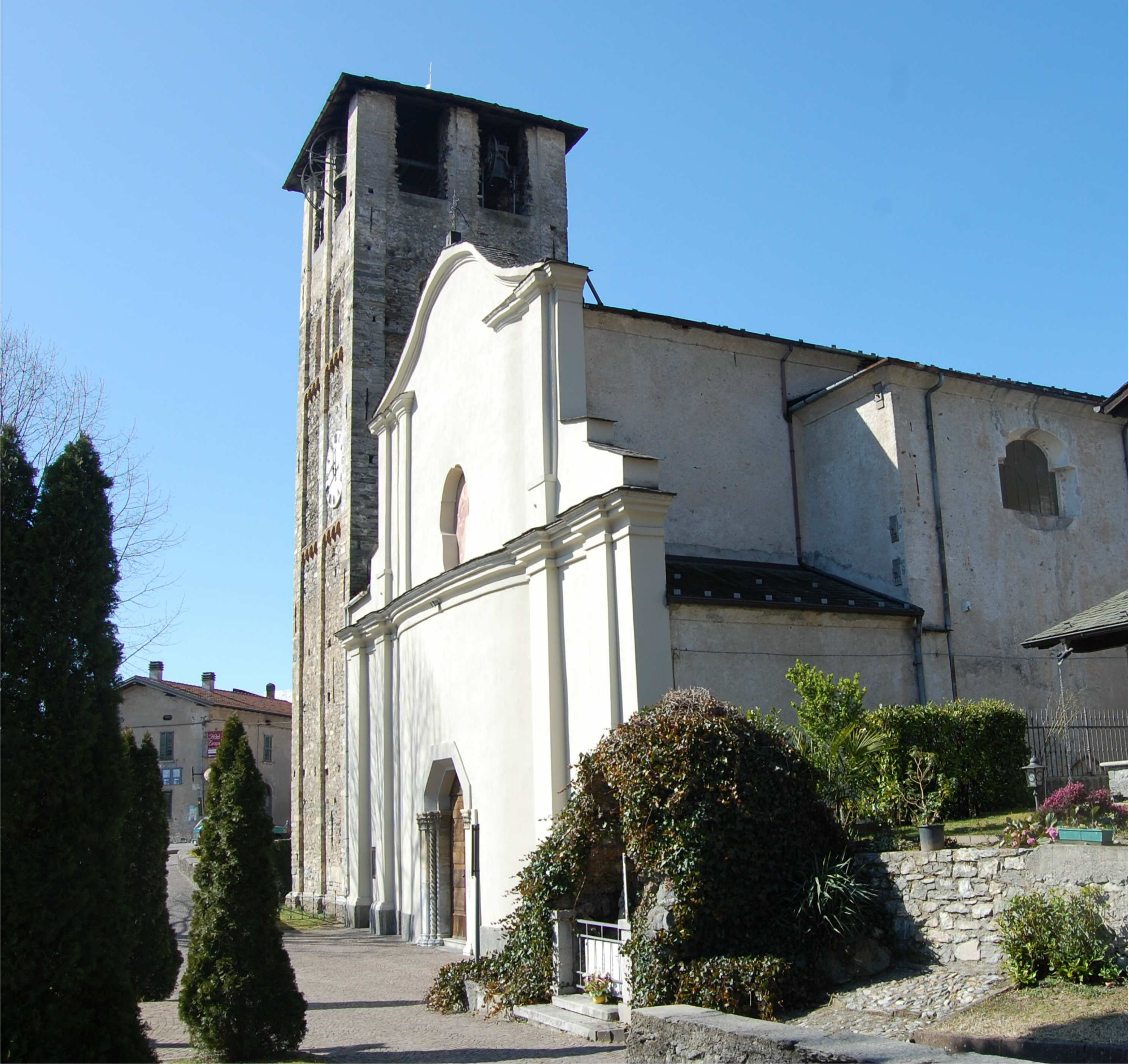
Chiesa di Santo Stefano (Sorico) sede della Pieve di Sorico

GIà attestata come entità amministrativa comunale autonoma nel IX secolo, Sorico costituì insieme a Gravedona e Dongo la Repubblica delle Tre Pievi del Lario. Nel 1335 gli annessi agli Statuti di Como riportano il comune de Surico come la comunità incaricato della manutenzione del tratto di via Regina compreso tra una specifica fontana e il "terminum qui est supra tramittem qui venit a turre de Olonio versum Suricum et dicitur ad Veniollam". Come membro delle "Tre Pievi", Sorico ebbe insieme ad esse il controllo del primo tratto del lago di Como dal XII al XVI secolo. 

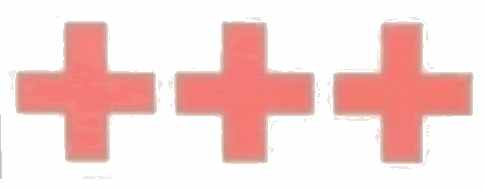
Antichissimo vessillo che contraddistingue la Pieve di Sorico da quelle di Gravedona e Dongo: la Repubblica delle Tre Pievi

La Pieve di Sorico deriva dal 1432 con la definitiva rovina della primitiva Pieve di Olonio, già attestata nell'XI secolo all'interno di Olonio, l'antico borgo di epoca tardoromana detto Aneunia che sorgeva nel Pian di Spagna ma che era continuamente devastato dalle piene del fiume Adda. Il comune divenne sede della nuova pieve il 9 novembre 1456. I parroci di Sorico come sancito dalla Bolla Papale di Callisto III del 30 ottobre 1455 mantengono ancora oggi il titolo di Arciprete quale prestigio formale della parrocchia derivante dalla sua antichità e dal suo passato di Chiesa Madre. Nel periodo di massima espansione della Pieve di Sorico quale centro della circoscrizione ecclesiastica ad essa erano assoggettate le comunità di Dubino, Trezzone, Montemezzo, Piantedo, Colico, Cosio Valtellino, Regoledo, Rasura, Sacco, Pedesina, Gerola e Rasura. Gradualmente in circa tre secoli (XV-XVIII sec.) tutte queste località ottennero sempre più autonomia sino a staccarsi definitivamente da Sorico per creare comunità separate.
Nel 1497 il territorio delle Tre Pievi fu concesso in feudo da Ludovico Maria Sforza a Lucrezia Crivelli, mentre nel 1545 fu infeudato al Medeghino. Nel 1580 per concessione di Filippo II di Spagna il territorio delle Tre Pievi ormai retaggio di un passato medievale venne convertita in Contado della Contea di Como. Nello stesso anno, Sorico e il feudo delle Tre Pievi passarono nelle mani della famiglia Gallio, la quale esercitò i propri diritti feudali sul territorio sin'oltre la metà del XVIII secolo.
A dispetto dell'importanza istituzionale a livello sovracomunale, nel 1751 il centro di Sorico risultava costituire una comunità estremamente piccola, (solo 40 abitanti) ma aveva competenza su un territorio comprensivo di numerosi cassinaggi: “San Miro”, Corsone, Gagiolo, Vallate, Dolo, Ronchi, Scagnello, Fontana, Moscone, “Motti de Pedroni”, Meriggie, Quesser, “Quesser de Gossi”, Canina e Ciaffaboja.
Un decreto di riorganizzazione amministrativa del Regno d'Italia napoleonico datato 1807 sancì l'annessione di Sorico al comune Gera, decisione cancellata dalla Restaurazione.

### Sorico come confine di Stato del Ducato di Milano
Per secoli, quale territorio di confine tra Milano e i Grigioni (dal 1512 al 1797), Sorico fu crocevia di scambi terrestri e lacuali da e per il nord Europa nonché strategico avamposto militare. La posizione strategica quale terra di frontiera permise vantaggi economici in quanto passaggio veloce per i trasporti lacustri delle merci dalle zone più industrializzate d'Europa (dalla Toscana alle Fiandre, dalla Pianura Padana), come i porti di Genova e Venezia. Sfortunatamente succedono anche sventure da parte di eserciti e mercenari di passaggio. 
Nel 1431 Sorico è ricordato nella cronaca della Battaglia di Delebio già come confine dei domini Milanesi e nel 1515 Sorico fu terreno di scontro tra i francesi scesi dalle Alpi per la Battaglia di Marignano e i Grigioni dai quali fu saccheggiata ed incendiata. 
Un'altra devastazione si registrò nel 1516, per mano dei soldati del governatore francese di stanza a Como. Questi ultimi stavano inseguendo Francesco Morone e i suoi uomini, che stavano riparando in Valtellina dopo aver razziato la Val Menaggio.
Nefasto fu il passaggio dei Lanzichenecchi dalla Valtellina nel 1630 per andare a combattere nella Guerra di successione di Mantova e del Monferrato in quanto come ricorda anche Alessandro Manzoni ne I promessi sposi portò la peste. Le truppe del duca Enrico II di Rohan saccheggiano nel 1636 il territorio Suricense e delle Tre Pievi quale rappresaglia contro le razzie Spagnole nei domini del Ducato di Parma. Sempre nel Seicento la corona spagnola domina il ducato milanese e Sorico essendo confine di Stato in questo secolo conobbe la militarizzazione iberica (1535-1706). L'imponente presidio militare a difesa del confine nord del Ducato di Milano ma anche baluardo della fede cattolica Spagnola verso il dilagare delle dottrine protestanti d'oltralpe aveva come quartier generale il forte di Fuentes vicino a Colico. Al tempo la vicina Chiavenna durante il governo della Repubblica delle Tre Leghe era diventata un importante centro di diffusione del Protestantesimo, trovandovi molti riformatori e dissidenti religiosi italiani la sospirata libertà di culto, negata loro in Italia, dopo le persecuzioni dell'Inquisizione. Fra essi si ricordano: Agostino Mainardi, Pier Paolo Vergerio, Scipione Lentolo, Camillo Renato, Girolamo Zanchi. Il clima politico e culturale era sicuramente molto teso e non stupisce una presenza militare costante senza precedenti nel Nord Italia. La Valtellina e di conseguenza l'alto Lago di Como costituivano infatti un importante crocevia per le comunicazioni e gli approvvigionamenti tra domini asburgici di Spagna e d'Austria, rappresentando un corridoio che consentiva il collegamento tra la Lombardia spagnola e i domini austriaci, nonché l'ingresso delle truppe spagnole direttamente sul territorio tedesco (nei progetti spagnoli avrebbe consentito di stringere in una tenaglia le Province Unite). In particolare nel contesto della Guerra dei trent'anni in cui il ramo degli Asburgo di Spagna era alleato di quello collaterale tedesco, impegnato sul fronte della lotta contro i principi protestanti. Durante il periodo più critico della guerra dei trent'anni, otto compagnie di fanteria, duemila guastatori e venti pezzi di artiglieria erano dislocati nel raggio di tre chilometri dal Forte di Fuentes sino ai piccoli fortilizi tutt'attorno come la torre di Sorico, la torre di Fontanedo, il forte d'Adda, la torre di Curcio, la torre del Passo, il Torrino di Borgofrancone. L'aggravarsi degli eventi ebbe il culmine con il Sacro Macello: una strage condotta da un gruppo di cattolici ai danni della popolazione riformata, avvenuta in Valtellina nel luglio 1620, nel contesto di una rivolta filospagnola contro la Repubblica delle Tre Leghe che allora controllava il territorio valtellinese. Della passata presenza Spagnola si ha traccia oggi in diversi toponimi, nei cognomi locali e in molti termini del dialetto stretto parlato a Bugiallo ed in Albonico che nella fonetica e nei sostantivi usati ricorda la Lingua catalana.

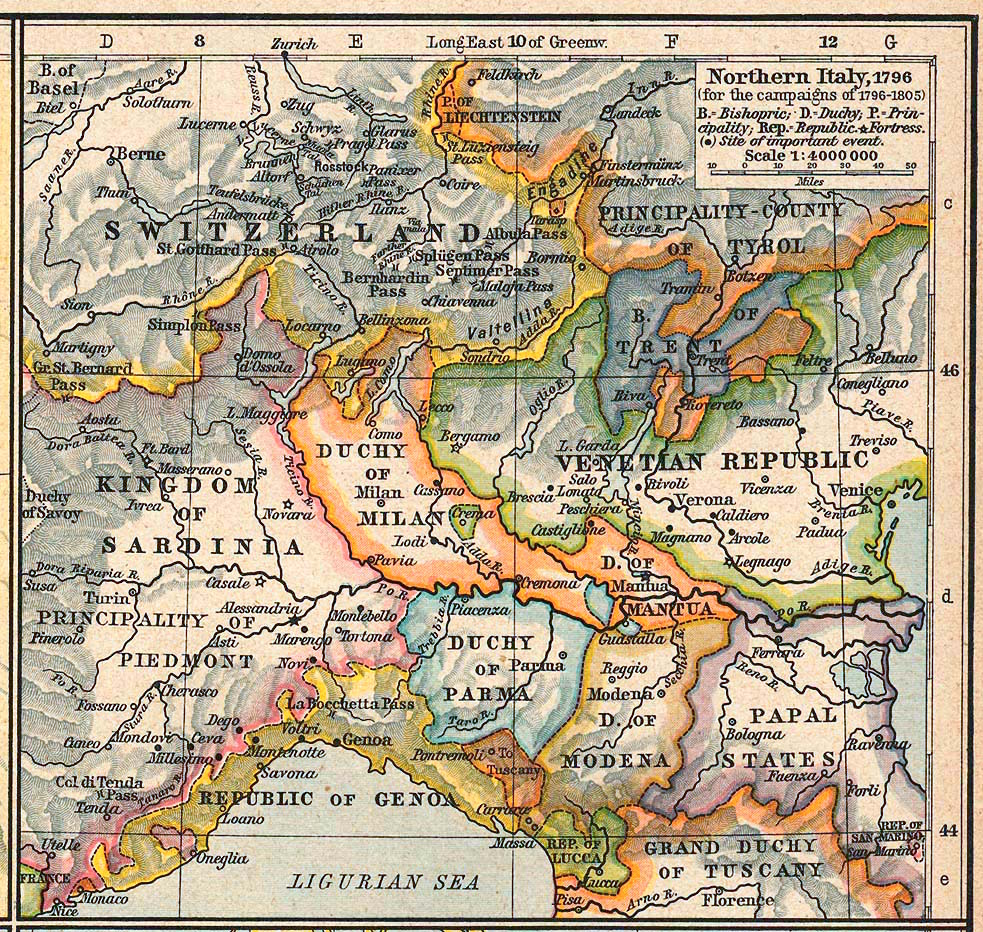
Rappresentazione dell'Italia del nord nel 1796. In cima al Lago di Como, Sorico è ancora confine Italo-Svizzero

### L'importante confine Lombardo-Grigione
Oggi transitando sulla Strada statale 402 Valeriana che collega la località Ponte del Passo a Dubino (località Nuova Olonio) un cartello indica, oltre che il cambio di provincia (Como - Sondrio), l'antico confine che nel XVIII secolo delimitava il Ducato di Milano dal dominio dei Grigioni come confine di Stato. Questa linea immaginaria impossibile allora da terminare sul terreno dato il continuo variare del letto del fiume Adda venne stabilita (dopo secolari controversie territoriali) nel 1763 con un decreto dell'Imperatrice Maria Teresa d'Austria allora Duchessa di Milano ed è rappresentata con una retta che ha origine a Dascio e corre in direzione della vetta del Monte Legnone, prosegue lungo la sponda ovest del Lago di Mezzola sino a San Fedelino, si spinge per due chilometri in Valchiavenna costeggiando la sponda destra del fiume Mera per poi risalire in vetta al Monte Berlinghera. La demarcazione utile per il completamento del Catasto Teresiano (in tedesco Mailänder Kataster) non solo risolse il problema della delimitazione terrestre tra i due stati ma andò a sancire importanti diritti di pesca nel lago di Mezzola diviso anch'esso tra il Ducato di Milano passato sotto la corona Austriaca dopo la Guerra di successione spagnola e i Grigioni (dal 1706 al 1797). L'ufficialità di confine tra stati venne meno con l'annessione della Valtellina e del Valchiavennasco alla Repubblica Cisalpina, con l'arretramento sullo spartiacque Italo-Svizzero dei possedimenti dei Grigioni e con la formazione nello stesso anno della Repubblica Elvetica. Oggi la linea è ancora valida per la confinazione catastale del tratto delle Provincie di Como e Sondrio tra i comuni di Sorico, di Dubino e Samolaco.

### Le opere di difesa militare tra il I sec. A.C. e il XVII sec.

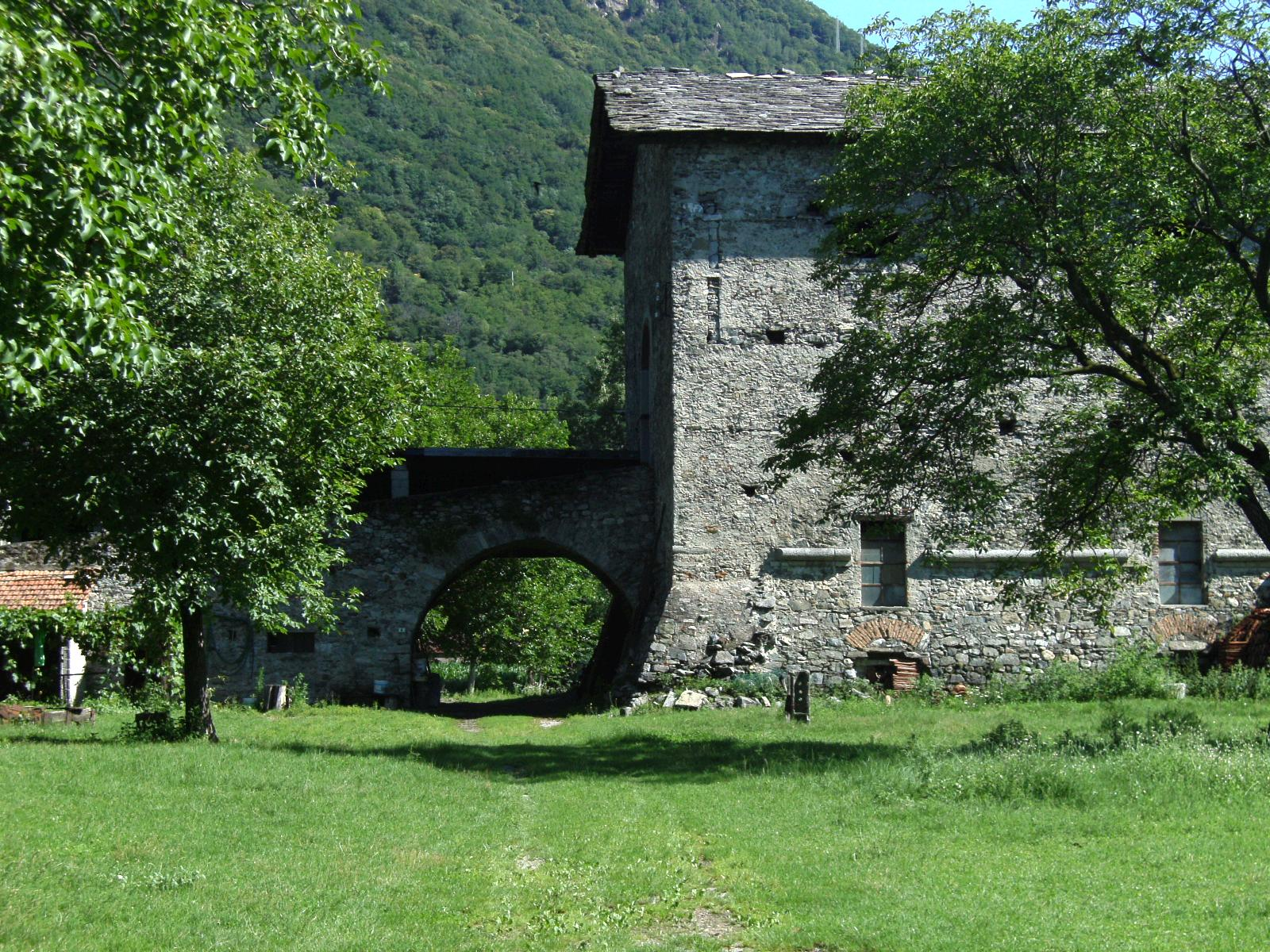
Il forte d'Adda di costruzione Spagnola

Tra le opere di genio militare presenti sul territorio suricense si ricordano l'antichissima torre di Olonio e il castello di San Giorgio. La prima, (demolita sino alle fondamenta nel 1523 ed ora del tutto scomparsa) era di origine romana e servì per circa 1500 anni da punto per la riscossione di dazi per gli intensi scambi commerciali sul lago tra la direttrice fluviale del fiume Mera e la Valchiavenna. Il castello di San Giorgio, le cui possenti rovine sono ancora leggibili nell'intrico del bosco sull'omonima collinetta sopra l'abitato di Sorico, risale all'età feudale. I due monumenti insieme al castello del Baradello di Como furono donati alla Chiesa di Como da Federico Barbarossa il 25 ottobre 1167. Nel Pian di Spagna si trova il Forte d'Adda del secolo XVII esempio ben conservato della presenza militare iberica di Filippo II di Spagna.

### L'impaludamento del Pian di Spagna e le opere di bonifica

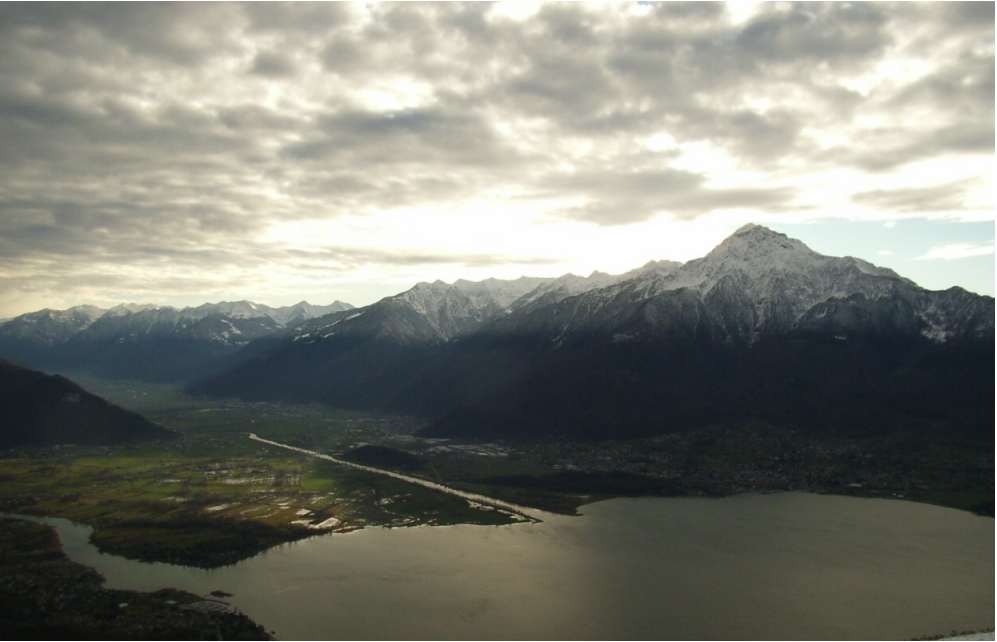
Il Pian di Spagna sotto la mole del Monte Legnone. Al centro il fiume Adda rettificato nel 1858 e a sinistra la foce del fiume Mera

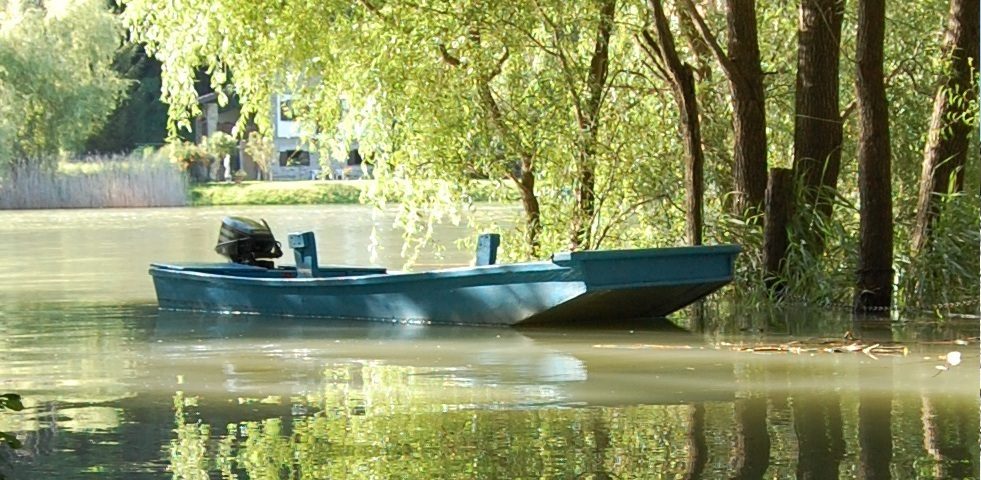
Un Quatrass. La tipica imbarcazione di Sorico è da sempre utilizzata nelle aree paludose dal fondale basso.

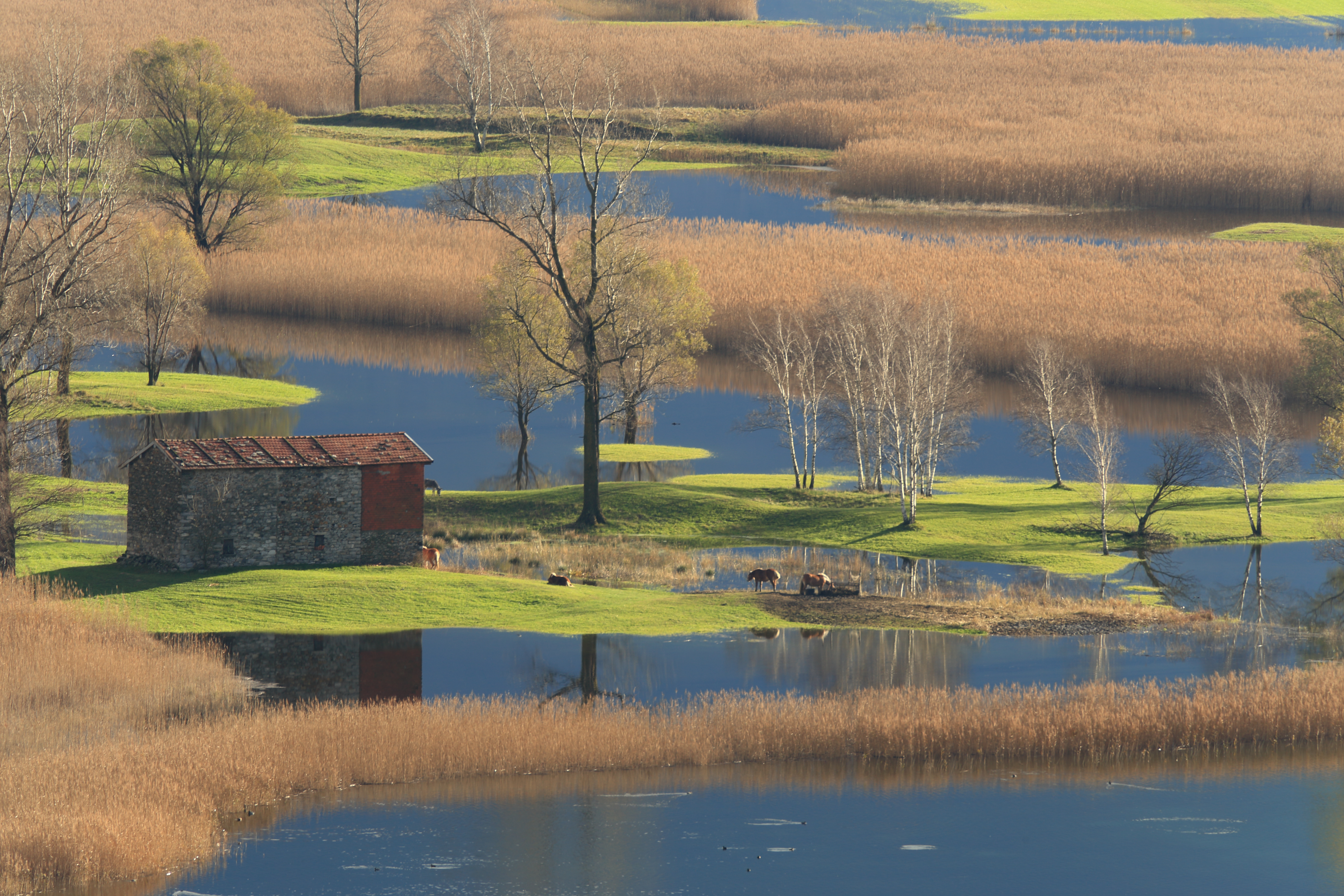
Stalle in località Baletrone nel Pian di Spagna

Nell'estate del 1520 a seguito di forti piogge il fiume Adda fece ingenti danni in Valtellina e non di meno a Sorico. Fino al disastroso evento l'Adda infatti sfociava nel lago di Mezzola e nel corso di una notte la foce del fiume si modificò traslando di 2 km a sud ritrovandosi a sfociare poco a nord dell'attuale Ponte del Passo. L'evento nefasto segnò la fine della Torre di Olonio che da allora sarà ricordato come fortilizio in mezzo all'Adda. Sino al 1520 il fiume Adda era navigabile sino a Dubino in Valtellina ove esiste ancora oggi la Località Porto. L'impaludamento delle circostanti aree agricole fu inevitabile tanto che Sorico conobbe un periodo di lento ed inesorabile declino caratterizzato dalla quasi totale perdita del sostentamento agricolo derivante dal Piano di Olonio (antico nome del Pian di Spagna). Nella vasta pianura alluvionale si instaurò un microclima che favorì la presenza continua di insalubri paludi malariche venutesi a creare anche per un innalzamento naturale del lago di Como. La presenza dell'uomo era talmente difficile nel Pian di Spagna che la vita media era stimata di 19 anni; anncor meno che nelle paludi della Maremma dove la vita media era di 23 anni. Addirittura si stima che durante la presenza militare spagnola la malaria abbia fatto più vittime tra i soldati del Forte di Fuentes che non durante gli assedi dello stesso. È in questo periodo (secoli XVI-XIX) che sui versanti montani e collinari si trasferirono le genti della pianura fondando i diversi nuclei abitativi nelle aree vicine e sui sentieri per Albonico e Bugiallo incentrando l'agricoltura nella coltivazione dei terrazzamenti sorretti da muri a secco. Nel periodo tardo primaverile ed estivo gli abitanti di Sorico ricorrevano alla transumanza verso gli alpeggi dell'alta Valchiavenna per sfuggire dalla malaria delle paludi lacustri. La transumanza venne praticata in modo costante sino alla metà degli anni cinquanta del sec. XX. In paese l'evento che coinvolgeva tutta la popolazione veniva chiamato Cargà i Alp ("caricare gli alpeggi"). Il rientro in paese era fissato per l'ultima settimana di settembre. Molte famiglie Suricensi tramandano in eredità un particolare e plurisecolare diritto di pascolare il bestiame in alta quota nel comune di Madesimo. Si mantiene così tutt'oggi uno strettissimo legame con i territori e con gli abitanti di Madesimo e di tutta la Valle Spluga. Dopo l'intervento di rettifica dell'Adda sotto progetto dell'ingegnere Giuseppe Cusi durante gli ultimi anni del Regno Lombardo-Veneto il fiume Adda venne fatto sfociare nel lago non più a Sorico ma sul confine con il comune di Colico. Si attuò così la prima opera di bonifica che permise una razionale gestione delle acque. Ad ultimazione dell'impressionante opera di arginatura e canalizzazione ancora oggi visibile il Pian di Spagna ritornò lentamente ad essere coltivabile e successivamente abitabile. I lavori di bonifica continuarono sporadicamente sino al 1915 attuati anche dall'Opera di San Luigi Guanella di Nuova Olonio. Dal 1950 al 1954 con un intervento del Ministero dei Lavori Pubblici all'interno del Pian di Spagna vennero prosciugate e canalizzate le ultime paludi in località La Punta ovvero l'antica foce del fiume Adda prima del 1858. Superstite delle opere di bonifica è il Canale Borgofrancone.

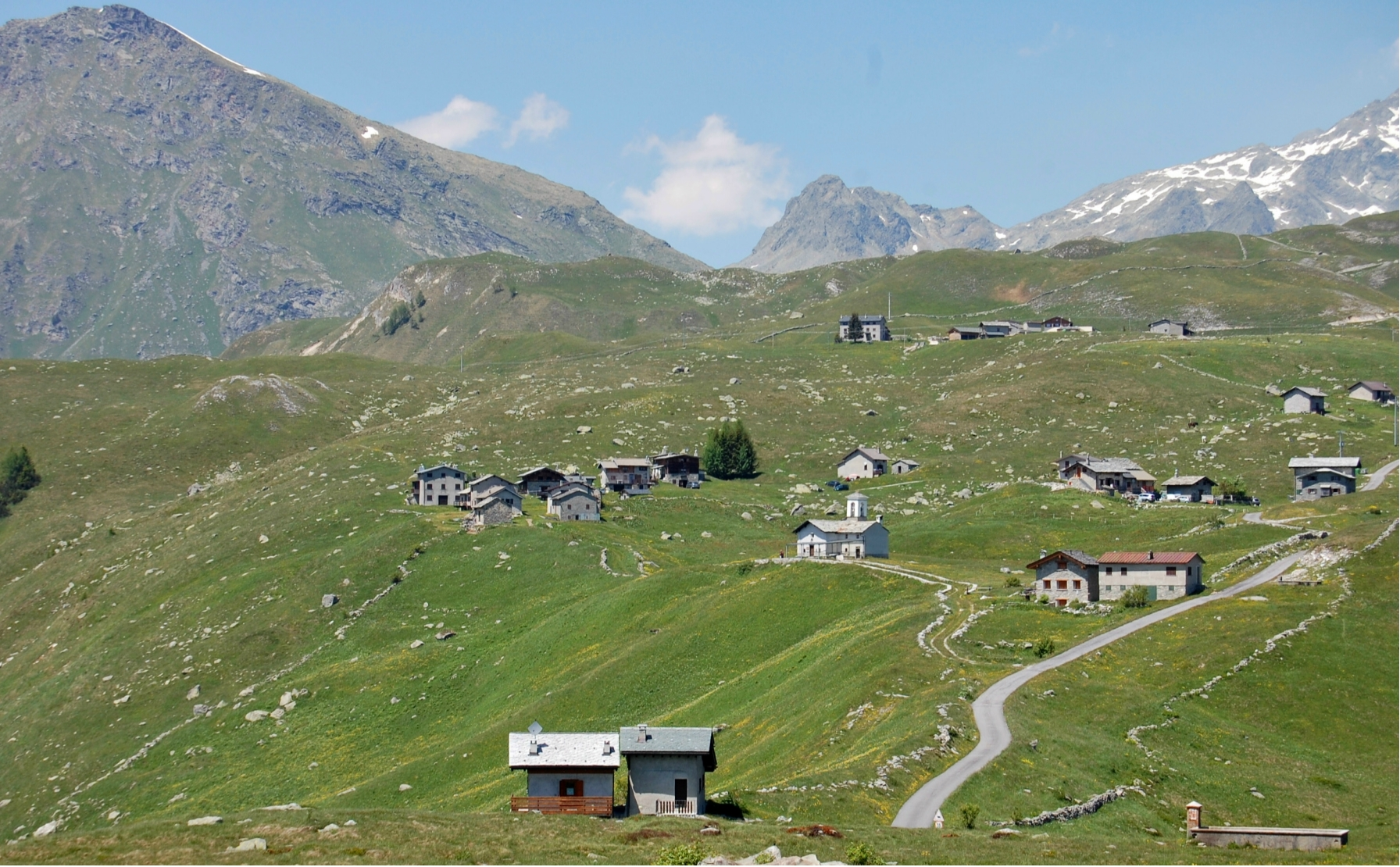
Alpeggio di Madesimo dove molte famiglie Suricensi tramandano un plurisecolare diritto di pascolo

.

### Eventi del XX secolo
Nella valle del Sorico, in località Piazzo, venne installato nel 1905 uno tra i primi impianti idroelettrici del lago di Como composto da due alternatori della Brown, Boveri & Cie e due turbine della Riva Calzoni, tecnologicamente avanzati ad inizio novecento, prima a servizio civile del paese e poi delle industrie di Colico. Nel 1928 viene fondato il Corpo musicale "Tre Pievi" di Sorico il cui nome è scelto in onore del nobile passato del paese. Nel 1929 il comune di Sorico ingloba il comune di Bugiallo del quale diventa capoluogo.
L'8 agosto 1951 il centro storico del paese venne investito da un'alluvione del torrente Sorico. Il disastroso evento provocò una vittima e in poche ore il torrente invase di detriti la chiesa arcipretale di Santo Stefano. È doveroso ricordare che il centro del paese ebbe nel corso dei secoli diversi e sconvolgenti avvenimenti alluvionali del torrente Sorico. Esso infatti prima del 1783, anno in cui si pensò bene di deviarlo nell'attuale alveo, scorreva in quello che ora è il canale della Roggia quasi al confine con Gera Lario. Durante la notte del primo settembre 1755 si ebbe il culmine della devastazione di piena del torrente con la semi distruzione del Palazzo Giulini e della chiesa di Sant'Orsola che sorgeva a nord dell'attuale via Roma.

### La prima e la seconda guerra mondiale

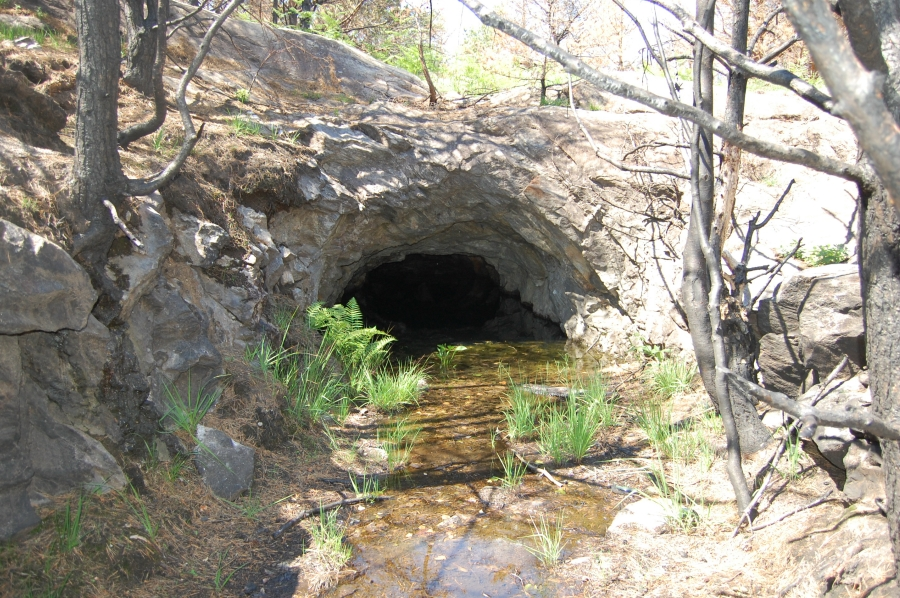
Resti allagati di una delle tre polveriere a nord di Albonico

Sorico, per un breve periodo durante la Prima guerra mondiale, tornò ad essere come nei secoli passati, un punto militare strategico. Il vasto territorio comunale si protrae allora come oggi geograficamente in Valchiavenna e il Monte Berlinghera stesso rappresenta lo sbarramento sud della valle. Allo scoppiare della Grande Guerra era timore che le Forze armate dell'Impero austro-ungarico potessero sfondare in Italia tramite un’invasione dalla Valchiavenna e dalla Val Bregaglia. Alle pendici del Monte Berlinghera, in località Brentalone, vennero così realizzati diversi manufatti militari di osservazione sfruttando la particolare panoramicità del posto che spazia da Chiavenna sino al Passo dello Spluga (la prima a 11 km e il secondo a 32 km in linea d'aria). Si tratta perlopiù di diverse polveriere e punti di osservazione ora in rovina ma ben visibili, scavati nella roccia nella profondità della montagna. La strada che da Albonico sale verso Brentalone, è chiamata ancora oggi “strada militare”. Il tracciato, dal calibro utile per l'agevole trasporto e posizionamento dei cannoni e degli obici, rappresenta con i suoi muri a secco di contenimento, una viva testimonianza della Frontiera Nord superbamente conservata.

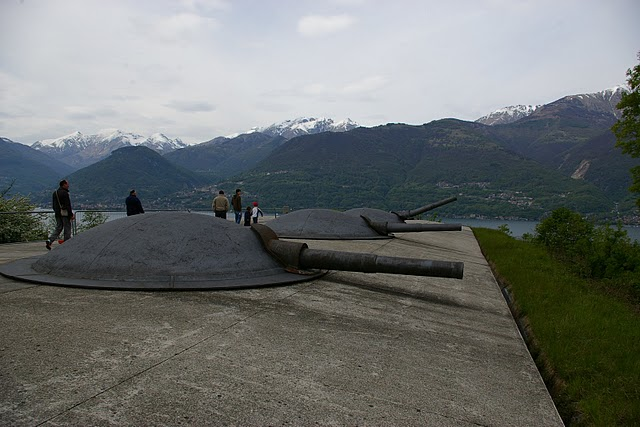
I cannoni del Forte Montecchio Nord di Colico

Dopo la firma de Proclama Badoglio dell'8 settembre 1943 il paese di Sorico conobbe un concitato periodo. Scontri a fuoco nei pressi del Ponte del Passo, errati cannoneggiamenti verso il paese, mitragliamenti aerei e storie di spionaggio partigiano caratterizzarono il fine e l'immediato dopoguerra a Sorico. Durante le fasi finali della seconda guerra mondiale sulle pendici del monte Berlinghera prese infatti presidio la 52ª Brigata Garibaldi "Luigi Clerici" comandata da Pier Luigi Bellini delle Stelle sostenuta con l'aiuto di alcune famiglie locali chiamato distaccamento Puecher in ricordo del partigiano Giancarlo Puecher Passavalli. In paese si ricorda la presenza durante la guerra dei Partigiani Angelo Porta, Renato Tettamanti, Aldo Cantoni, Luigi Corbetta, Antonio Ghioldi, il Commissario politico Michele Moretti, Giuseppina Tuissi, Alfonso Lissi e Guglielmo Cantoni dal nome di battaglia "Sandrino Menefrego" conosciuto quale ultimo partigiano di guardia a Mussolini la notte prima della sua esecuzione.
Con il messaggio radiofonico "Francesca saluta Gina" la Brigata soggetto di spicco nella Resistenza italiana richiese ed ottenne nella notte del 5 aprile 1945 un massiccio rifornimento aereo Britannico nei pressi dell'alpeggio del Monte Berlinghera. Il materiale paracadutato era 20 mitragliatrici pesanti, trecento Sten, mortai e munizioni. Quindi armata ed equipaggiata, la brigata il 25 aprile del 1945 fermò a Dongo la colonna tedesca nella quale si era aggiunto Benito Mussolini, che venne tratto in arresto. 

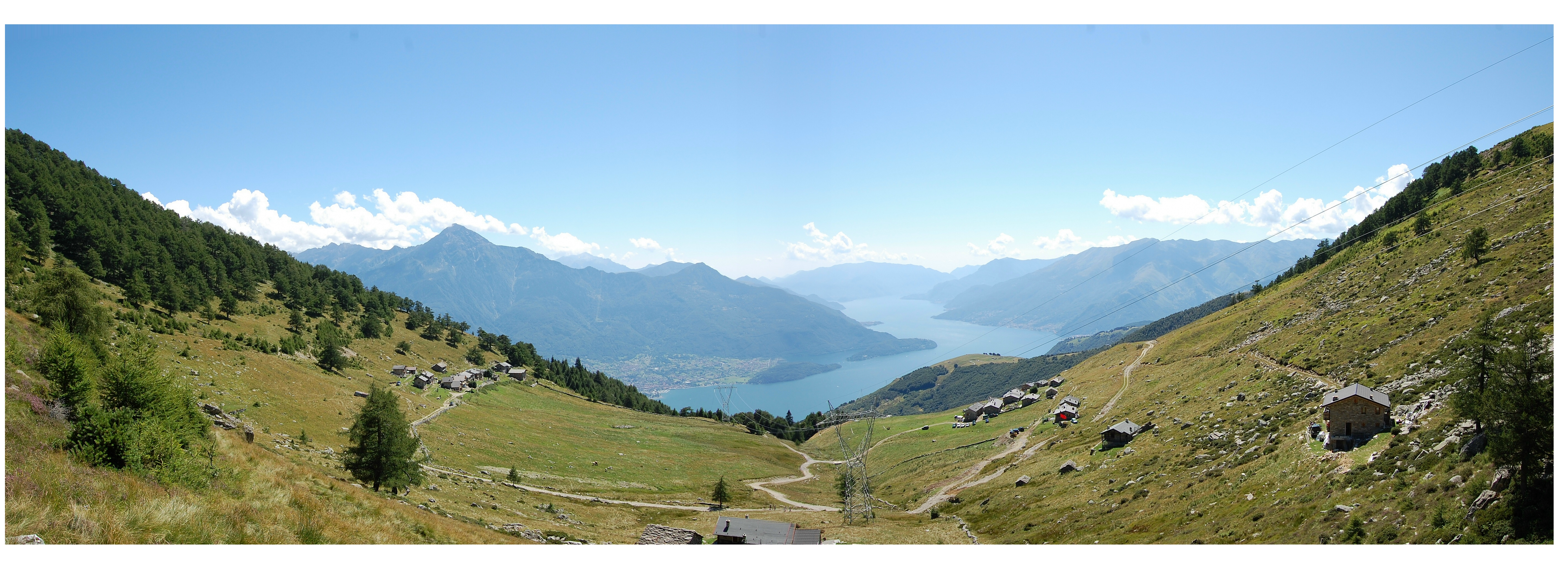
Alpe di Sorico ai piedi del Monte Berlinghera campo di paracadutaggio Britannico nella notte del 5 aprile 1945.

Di quei concitati giorni del '45 in paese si ricordano nei racconti degli anziani curiosi aneddoti incentrati su episodi della Resistenza, sull'Oro di Dongo e sulla visita nel 1945 a Sorico di Winston Churchill che dietro il falso nome di colonnello Waltham venne sul Lago di Como alla ricerca delle lettere e incartamenti avvenuti con Mussolini. Infatti, benché costui fu catturato a Dongo, parte della colonna militare tedesca al comando del capitano Hans Fallmeyer passò per Sorico.
(Giusto Perretta, La verità, ACTAC, Como 1990 p. 138)
"Sull'autocarro tedesco dove era stato riconosciuto e poi arrestato Mussolini erano rimaste cinque valigie del bagaglio personale del dittatore, contenenti banconote e lingotti d'oro. Dopo essere stato consentito loro di partire, i militari tedeschi si fermarono per la notte a Sorico tra la località Madonnina e il Poncione. Sapendo della perquisizione all'indomani sul Ponte del Passo e sapendo che nulla sarebbe passato inosservato, si decise di distruggere e disfarsi di tutto quanto collegato a Mussolini: ci furono grandi falò nei quali provvidero a bruciare gran parte delle banconote e documentazione varia e ignota e a gettare nel fiume Mera l'oro contenuto nelle valigie. Il giorno dopo, un pescatore rinvenne nel fiume 35,880 chilogrammi d'oro, che consegnò all'interprete della 52ª Brigata Alois Hoffman, di nazionalità svizzera. Si trattava di una grande quantità di fedi nuziali, offerte alla patria in occasione della guerra d'Etiopia, oltre ad altro oro sequestrato agli ebrei deportati. Ad Hoffman, in seguito, furono anche recapitati, da parte dei tedeschi, 33.020.000 di lire in banconote che non erano state bruciate nella notte tra il 27 e il 28 aprile. Detta somma fu consegnata dall'Hoffman al comandante della 52ª Brigata Garibaldi Pier Luigi Bellini delle Stelle e al vicecommissario Urbano Lazzaro che ne disposero il deposito presso la Cassa di Risparmio di Domaso. Il 1º maggio 1945, detti valori furono ritirati dalla banca per ragioni di prudenza e affidati al commissario politico della 52ª Brigata, Michele Moretti, perché li consegnasse al comando del CVL di Milano, dedotta la somma di L. 3.020.000 per far fronte ai bisogni urgenti della brigata. A questo punto, di tali valori, si persero le tracce.
L'intera vicenda di questi documenti prenderà il nome di Carteggio Churchill-Mussolini.

Il piroscafo "Lariano" in servizio nello scalo di Colico

In molti si ricordano del mitragliamento aereo avvenuto il 14 marzo 1945 contro i piroscafi
- "Lombardia" (lunghezza: 63,50 m; larghezza: 12,30 m; dislocamento: 237 t; portata totale: 1 000 passeggeri),
- "Volta" (lunghezza: 54,17 m; larghezza: 10,86 m; dislocamento: 267 t; portata totale: 650 passeggeri),
- "Lariano" (lunghezza: 53,86 m; larghezza: 11,14 m; dislocamento: 227 t; portata totale: 650 passeggeri)

arenati di prua nel fondale basso e mimetizzati alla foce del fiume Mera in località La Punta: durante la concitata giornata di fine inverno una formazione aerea anglo-americana, tenendosi a debita distanza dalle mitragliatrici del Forte Montecchio Nord di Colico, attaccò i tre natanti; i bersagli sono facili e soprattutto privi di difesa, e i passaggi aerei di mitragliamento furono molteplici, finché i piroscafi non furono completamente avvolti dalle fiamme. Accorsero sul luogo i Vigili del Fuoco volontari di Menaggio e Gravedona, ma nulla si poté fare per salvare le navi il cui incendio durò tutta la notte. I relitti furono poi rimossi dalla società armatrice "Lariana" solo nel 1947. Altro avvenimento furono i due proiettili sparati per errore in direzione di Sorico il 27 aprile 1945 dai cannoni del Forte Montecchio Nord di Colico. I due colpi di artiglieria vennero sparati da Colico dopo che il forte fu conquistato dai partigiani. L'azione era intimidatoria contro la colonna militare tedesca di Mussolini e comunque non provocò alcun danno in quanto i proiettili esplosero impattando nella valle del torrente.

### Sorico oggi

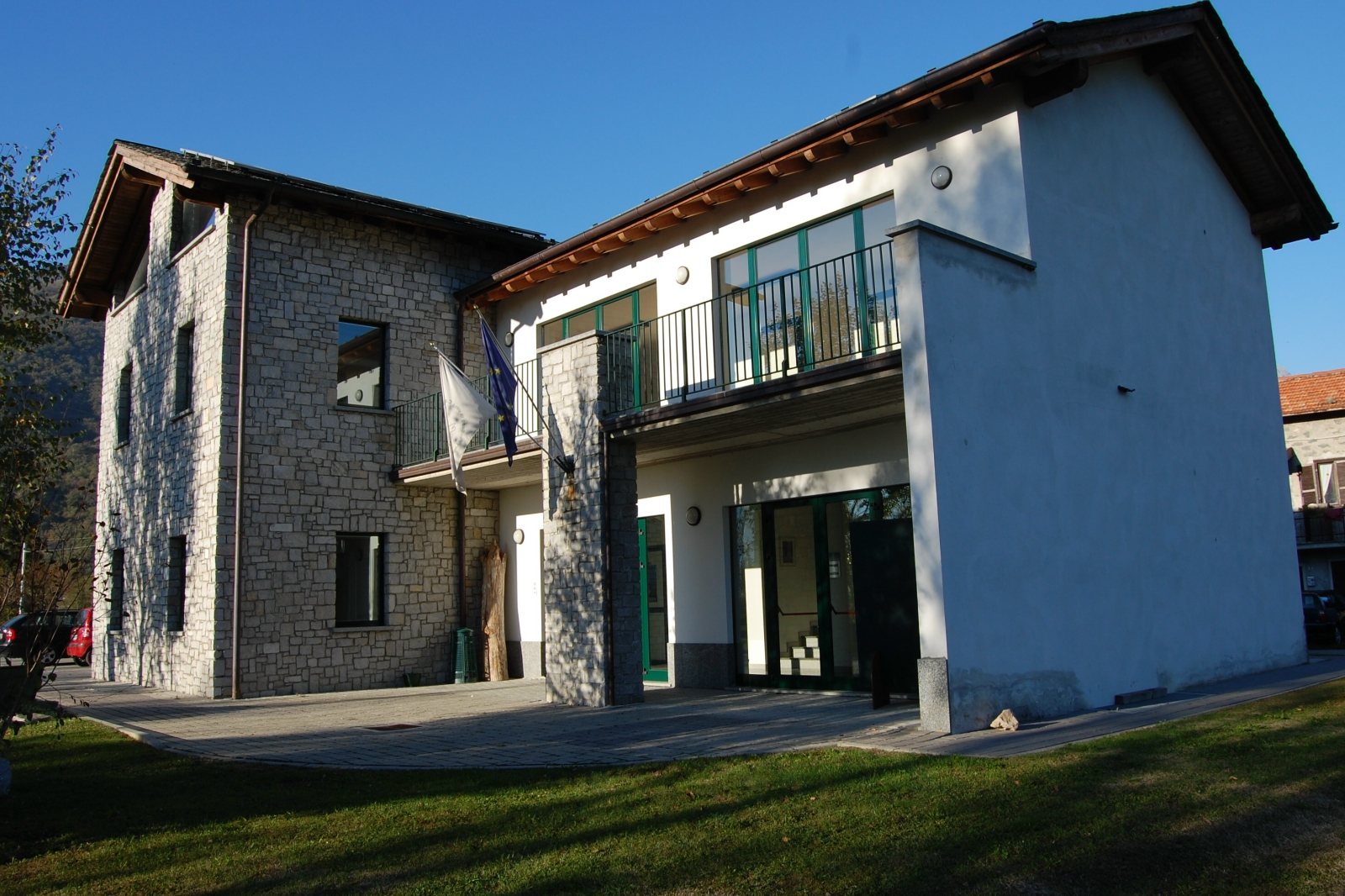
Sede della Riserva Naturale Pian di Spagna - Lago di Mezzola

Oggi Sorico si propone come piccolo centro turistico estivo offrendo assieme a Gera Lario tante possibilità legate agli sport acquatici. Sul territorio comunale non sono presenti industrie e si contano diverse aziende agricole. Il territorio comunale fortunosamente non essendo mai stato oggetto di massicce edificazioni civili e industriali mantiene pressoché intatti gli ambienti naturali ed ecosistemi oggi più che mai tutelati anche con la presenza della Riserva naturale Pian di Spagna - Lago di Mezzola nata dopo la Convenzione di Ramsar e inserita nella relativa Ramsar list. Tale elenco, che comprende 51 zone per un totale di 60 052 ettari, è stato stilato dal Ministero dell'Ambiente., Questa zona umida viene tutelata sostenendo i principi dello sviluppo sostenibile e della conservazione delle biodiversità fornendo ispirazione per un sempre più presente turismo ecologico favorito dall'eccezionalità dei luoghi, attraverso la pratica dell'ospitalità diffusa, della produzione agricola biologica, della visita culturale guidata. Fondamentale per l'economia del posto è il frontalierato verso la Svizzera.

### Simboli
Lo stemma e il gonfalone sono stati concessi con decreto del presidente della Repubblica del 9 febbraio 1990.
Lo stemma è antico e, come quelli di Gravedona e Dongo, testimonia la storica appartenenza di Sorico alla Repubblica delle Tre Pievi.
Il gonfalone è un drappo di rosso.

## Monumenti e luoghi d'interesse

### Architetture religiose

Campanile della chiesa di S. Stefano

- Chiesa arcipretale plebana di Santo Stefano, quotidianamente aperta con officiazione della s.Messa;
- Chiesa di San Miro, Santuario che custodisce le spoglie di San Miro;

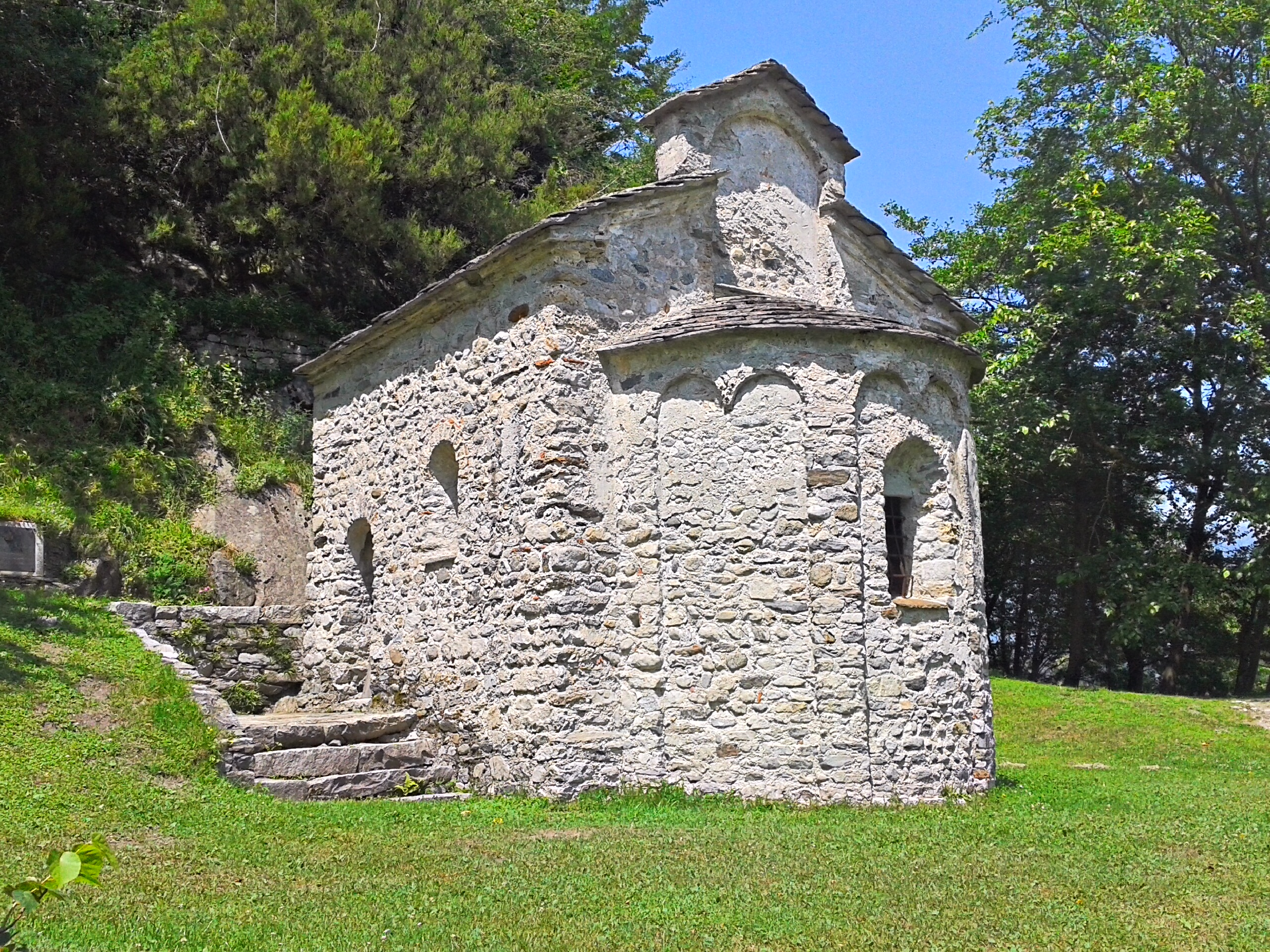
Oratorio di S. Fedelino

- Oratorio di San Fedele, piccolo oratorio edificato nel luogo del martirio di S. Fedele;
- Ex-Oratorio della Beata Vergine al Fiume, antica cappella dedicata alla Vergine oggi riconvertita ad abitazione privata;La Ca' Redunda. Ex oratorio della Beata Vergine al fiume e ora abitazione privata

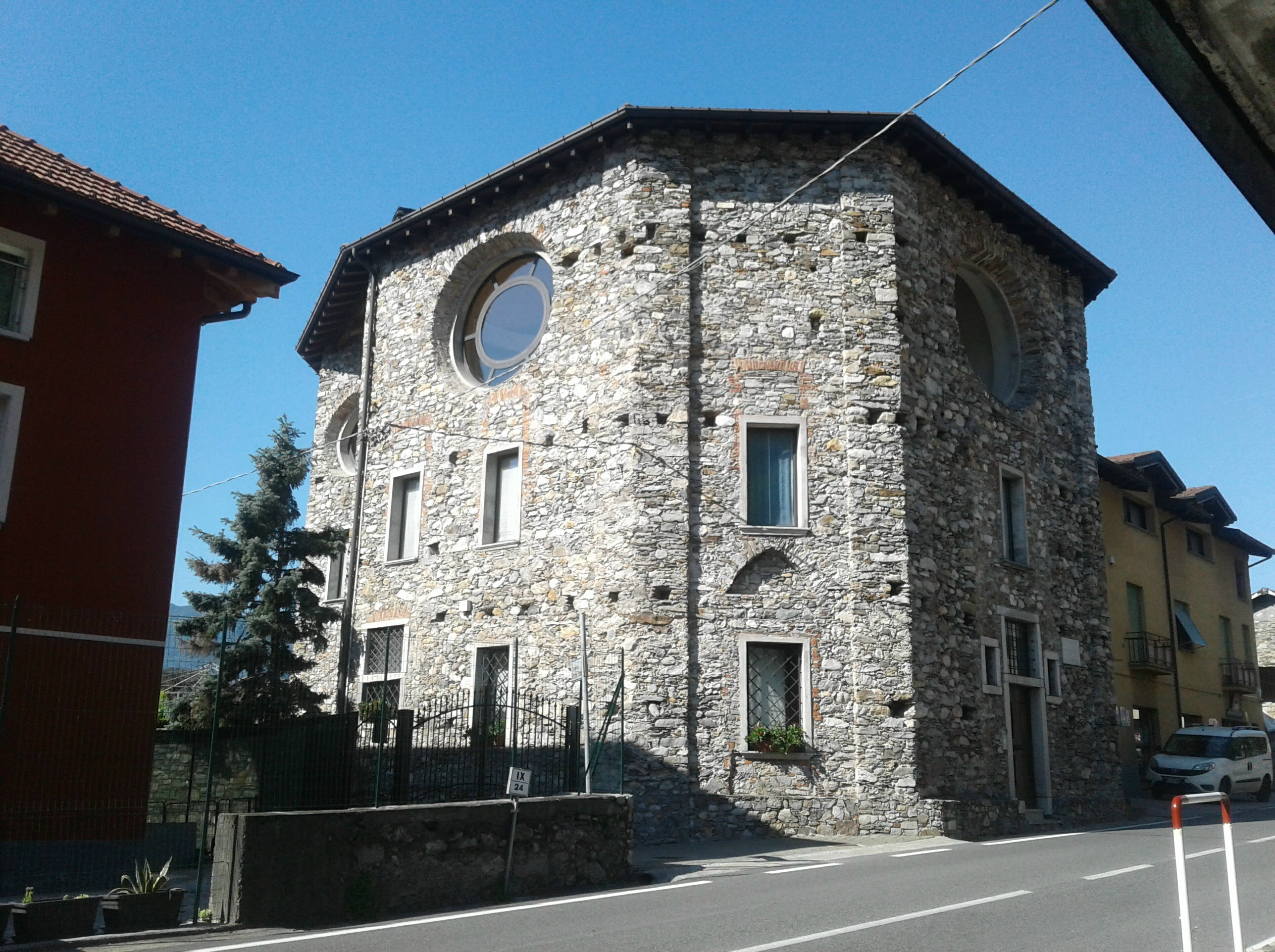
La Ca' Redunda. Ex oratorio della Beata Vergine al fiume e ora abitazione privata

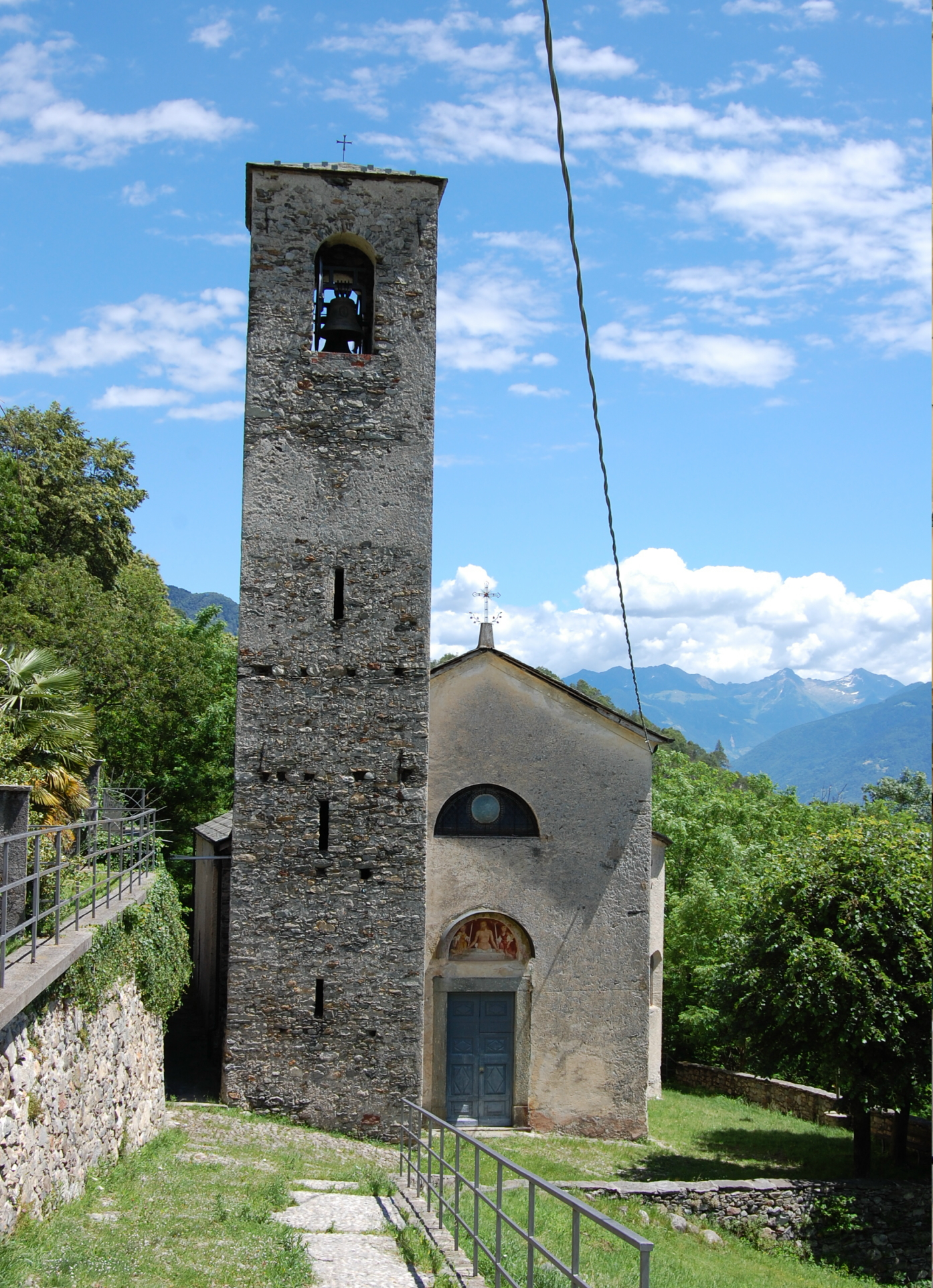
Chiesa di S. Giovanni Battista (Bugiallo)

- Chiesa di San Giovanni Battista, a Bugiallo;

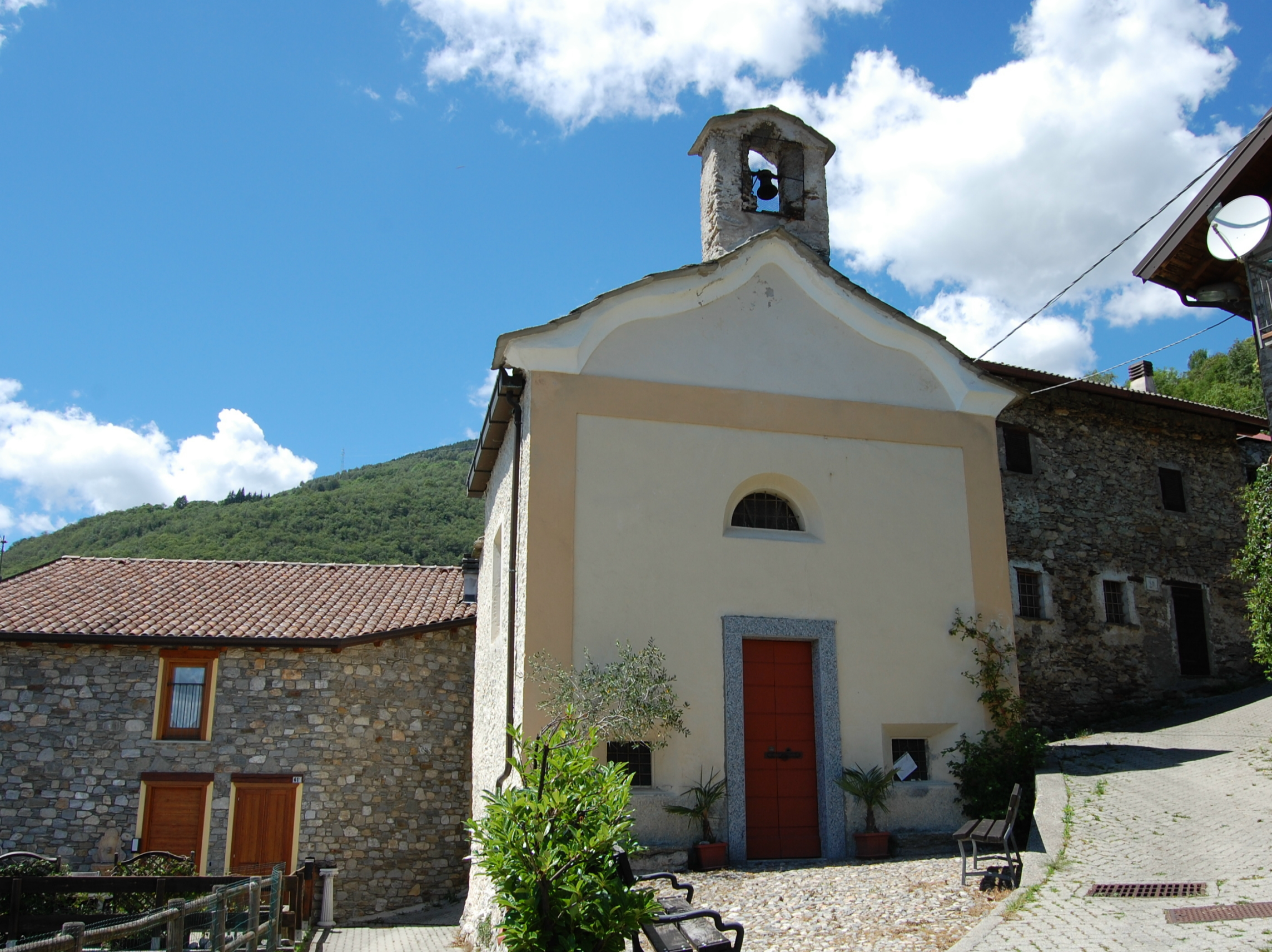
Oratorio di S. Gaetano (Bugiallo)

- Oratorio di San Gaetano, a Bugiallo;
- Chiesa di San Sebastiano in Albonico;
- Chiesa di San Biagio in Dascio;
- Gesiolo di san Miro
- Chiesa del Buon Pastore[14]

### Architetture civili
- Palazzo Giulini, villa nobiliare al centro del paese ora in stato di rudere;
- Ponte del Passo, ponte stradale sul fiume Mera;

### Architetture militari

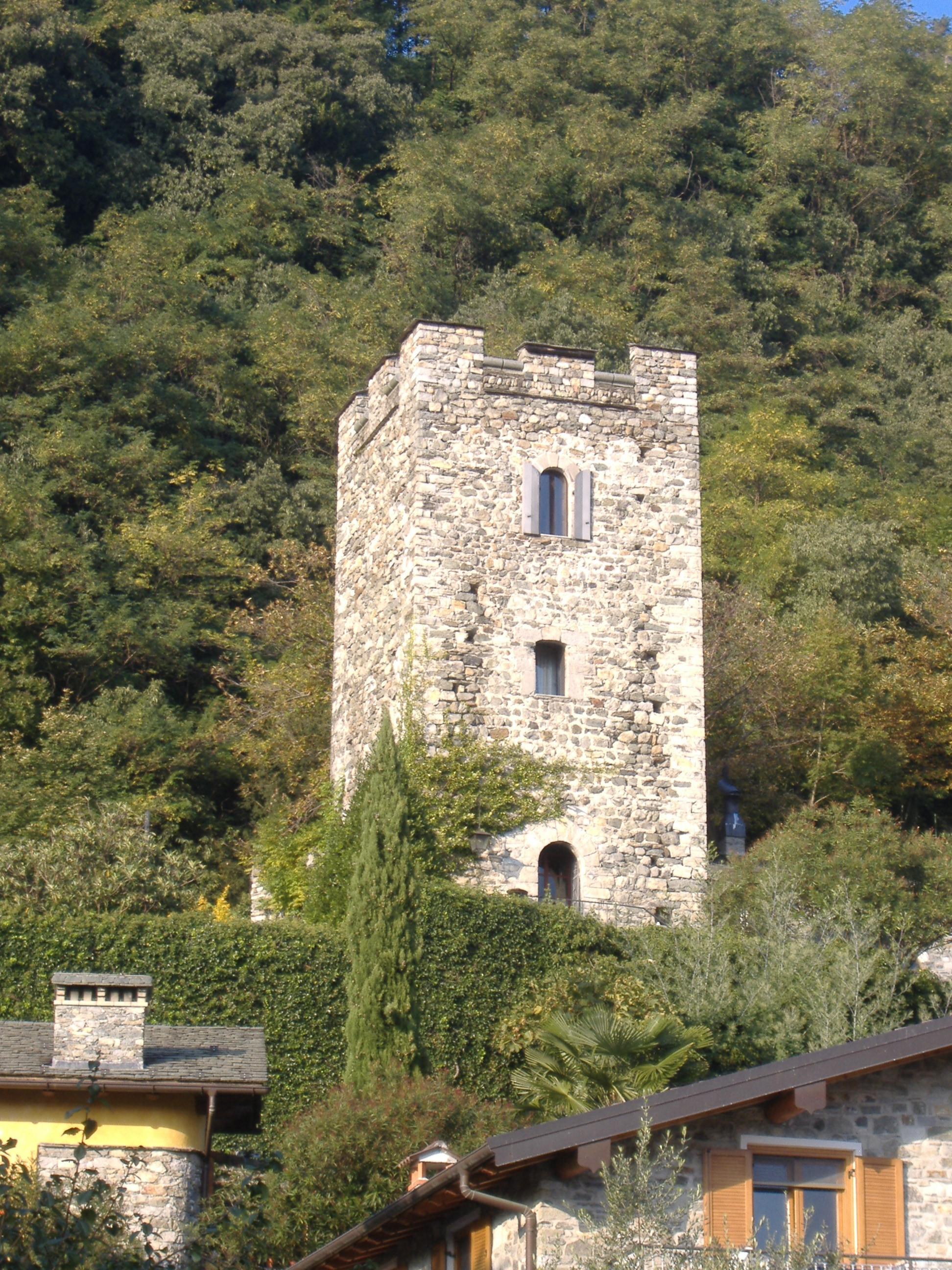
La Torre nuova.

- Castello di San Giorgio, rovine del fortilizio sulla collinetta sopra Sorico centro;

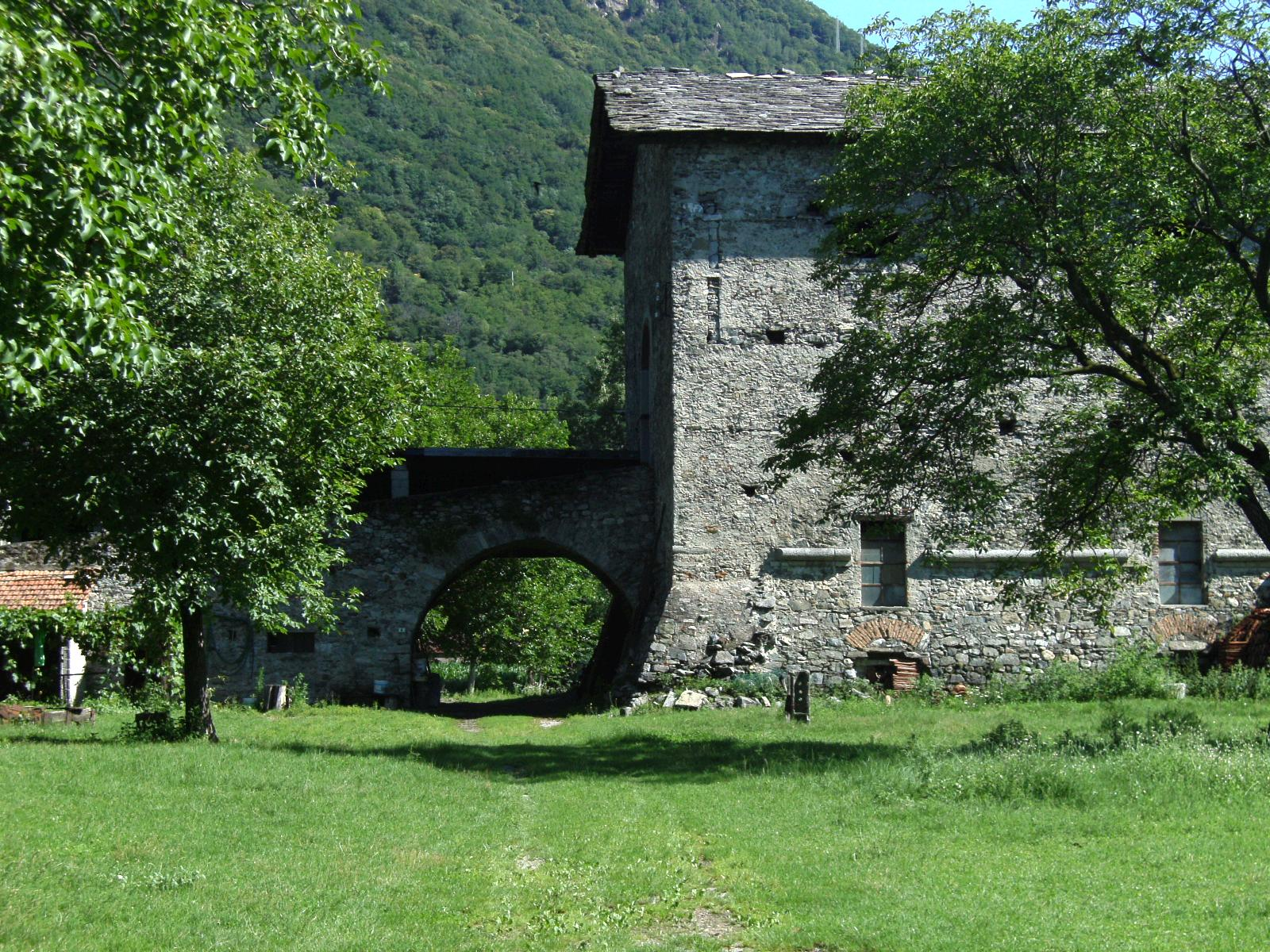
Il Forte d'Adda

- Il Forte d'AddaForte d'Adda: L'edificio, adibito oggi ad usi agricoli, sorge nel Pian di Spagna. Durante il XVII e XVIII secolo fu un avamposto militare spagnolo gravitante nel sistema fortilizio del Forte di Fuentes.[15]
- Torre Nuova: L'edificio, originariamente di base quadrata, è stato costruito con conci lapidei legati con malta aerea. Non esistono documenti certi sulla sua edificazione, ma gli storici concordano che il suo passato utilizzo era punto di controllo o riscossione dei dazi dell'Antica Via Regina, che corre poco più a sud[16]. Negli anni sessanta del XX secolo la torre venne acquistata da privati e ristrutturata; ulteriori locali abitativi sono stati aggiunti perimetralmente alla base.

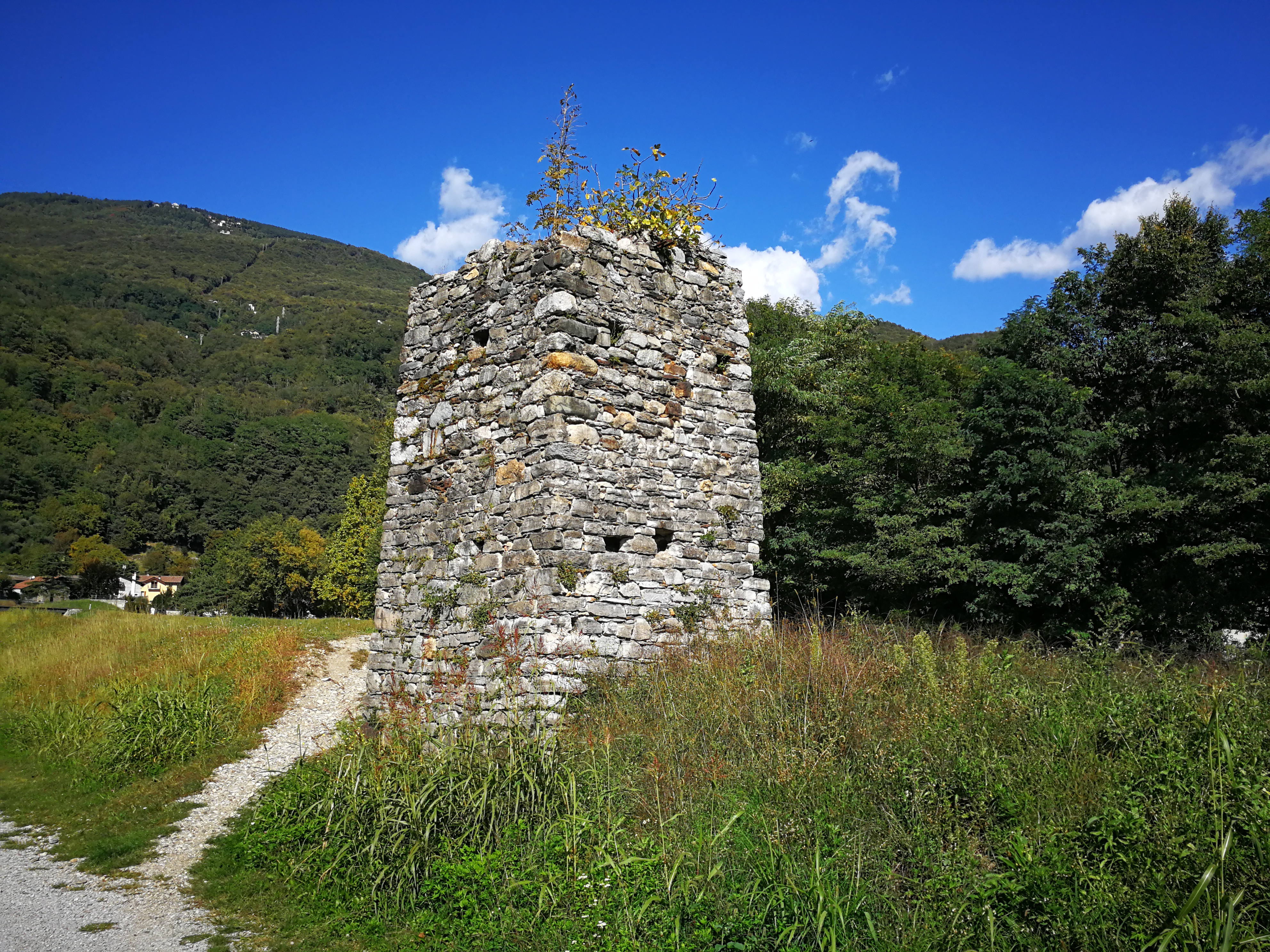
Resti di torretta, su un argine del torrente San Miro

- Resti di torretta, su un argine del torrente San MiroResti di una torre di vedetta, in via Torre, lungo l'argine meridionale del torrente San Miro.[17]

### Aree naturali
- Pian di Spagna, riserva naturale;
- Fiume Mera;
- Strada litoranea Ponte del Passo-Dascio
- Sentiero storico Dascio-San Fedelino. Percorso naturale d'avvicinamento all'Oratorio di San Fedelino;
- Monte Berlinghera, la cui vetta a 1 930 metri s.l.m. è il punto più alto del comune. Tra i 1 500 e 1 700 si trova l'alpeggio di Pescedo;
- Stagno di Peschiera, laghetto di origine glaciale a 586 metri s.l.m. a nord di Albonico nel settore più a nord della provincia di Como;
- Antica Via Regina e la Via Francisca, antiche strade che mettevano in comunicazione nord e sud Lombardia;
- Sasso di Dascio, punto panoramico sul Lago di Mezzola sopra l'abitato di Dascio;
- Pian di Spagna, riserva naturale tra le più importanti del nord Italia;
- Spiaggia di San Fedelino, spiaggia naturale e incontaminata sul lago di Mezzola;
- La Punta, lembo costiero più a nord del lago di Como;
- Lago di Mezzola
- Sorico
- Via dei Monti Lariani

## Società

### Evoluzione demografica

#### Prima dell'aggregazione con Bugiallo del 1928
- 1751: 40 abitanti[5]
- 1771: 623 abitanti[18]
- 1805: 740 abitanti[7]
- 1809: 291 abitanti (prima dell'annessione a Gera)[7]
- 1853: 418 abitanti[8]
- 1871: 524 abitanti[19]
- 1881: 513 abitanti[19]
- 1901: 552 abitanti[19]
- 1911: 559 abitanti[19]
- 1921: 612 abitanti[19]

#### Demografia post-unitaria
Nel seguente grafico, i dati precedenti all'anno 1931 rappresentano la somma tra gli abitanti del comune di Sorico e quelli dell'allora comune di Bugiallo.
Abitanti censiti

### Tradizioni e folclore
- Festa religiosa cattolica di S. Antonio abate ogni 17 gennaio nella chiesa di San Miro con distribuzione dei pani benedetti. Nel pomeriggio si benedicono i mezzi di trasporto come carri, auto e moto davanti alla chiesa di S.Stefano.
- Festa religiosa cattolica di San Sebastiano nella frazione Albonico la 2ª domenica di gennaio.
- Ricorrenza religiosa cattolica Nostra Signora di Lourdes con fiaccolata notturna nel centro storico ogni 11 febbraio davanti alla chiesa arcipretale.
- Festa di religiosa cattolica di San Biagio ogni I domenica di febbraio nella frazione Dascio con processione sulla sponda del fiume Mera.
- Marziroo ogni 1º marzo sull'intero territorio comunale.
- Vespri di San Marco ogni 25 aprile nella chiesa di San Miro.Anticamente si svolgevano le rogazioni e si benedicevano i bachi da seta.
- Festa religiosa cattolica di San Miro ogni prima domenica di maggio attorno alla chiesa di San Miro.
- Fiera di San Miro ogni secondo venerdì di maggio nella piazza centrale del paese.
- Festa religiosa cattolica dedicata alla Madonna di Bugiallo con processione nel centro abitato di Bugiallo ogni II domenica di maggio.
- Ricorrenza religiosa cattolica del Corpus Domini la prima domenica dopo la Pentecoste. In occasione della solennità del Corpus Domini si porta in processione, nel centro storico di Sorico, racchiusa in un ostensorio sottostante un baldacchino, un'ostia consacrata ed esposta alla pubblica adorazione. È l'unica processione dell'anno liturgico ad essere di precetto, secondo il diritto canonico.
- "Festa in pineta". Festa con pranzo e giochi nella pineta dei monti di Bugiallo ogni 3ª domenica di luglio.
- Festa religiosa cattolica dedicata a San Bartolomeo nella chiesetta dei monti sopra Bugiallo ogni 24 agosto.
- Festa paesana di Albonico ogni penultima settimana di settembre organizzata dagli "Amici di Albonico".
- Festa religiosa Cattolica dell'Arcangelo Michele alla chiesa di San Miro l'ultima domenica di settembre.
- Festa "I colori dell'autunno" nel centro di Sorico con mostra prodotti tipici e antiquariato locale. Ogni III domenica di ottobre.
- La Fiera dei Morti di Sorico ogni 1-2 novembre nel centro storico.

Ogni anno avviene la "Fiera dei Morti" con un mercato che si svolge nel centro storico nei giorni commemorativi di Ognissanti e dei defunti il 1º e 2 novembre. La fiera dei morti ha antiche origini: la tradizione di un mercato tardo autunnale che permettesse agli abitanti di Sorico e dintorni di fare provviste di vettovaglie e di bestiame per l'inverno ormai prossimo si perde nel passato.
La fiera di Sorico è sicuramente derivata dal mercato che anticamente si svolgeva ad Olonio, il borgo scomparso situato nell'attuale Pian di Spagna. Sorto in un importante crocevia di strade, ad Olonio si sviluppò quasi naturalmente una fiorente attività commerciale, in quanto la situazione logistica favorevole permetteva un costante incontro di merci e di genti.
La ratifica ufficiale dell'istituzione di un mercato ad Olonio venne emessa dall'Imperatore Lotario I a favore d'Ilduino, abate di Saint-Denis a Parigi. Con questo documento l'Imperatore concedeva all'abbazia, che aveva ampi possedimenti in alto lago di Como, la facoltà di istituire un mercato in loco Haenohim (Olonio), sul lago di Como in Valtellina. Tutto questo nell'anno 840 per cui la fiera di Sorico ha quasi 1 200 anni di istituzione.
Il periodo dell'anno in cui svolgere la fiera venne poi stabilito nel 1281 dagli Statuti di Como, che fissavano nel periodo di ognissanti tre giorni di ferie nei quali si potesse svolgere il mercato, al quale erano tenuti ad assistere un console di giustizia ed un ambasciatore eletto dal Podestà di Como. La scomparsa di Olonio, sepolta dai detriti del fiume Adda e dall'innalzamento del lago di Como nel XV secolo, non impedì il perpetuarsi della tradizione del mercato, che dalla primitiva sede, si trasferì in seguito a Sorico.
Pur subendo nei secoli dei ridimensionamenti sia di spazi che nei tempi (l'abate G. M. Stampa nel libro Atti del Beato Miro del 1724 riferisce il tentativo dei Conto Giulini di rivitalizzare il mercato portando da due a tre giornate di mercato per incrementare la misera economia del paese), la fiera continua ancora oggi ad essere un punto fermo nel calendario che scandisce la vita di Sorico. In primavera si tiene la fiera detta di "San Miro".
- Giornata dell'Unità Nazionale e delle Forze Armate ogni domenica successiva al 4 novembre.
- Festa religiosa cattolica dell'Immacolata concezione ogni 8 dicembre con processione nel centro storico.
- Festa Patronale cattolica di Santo Stefano ogni 26 dicembre.
- Fiaccolata notturna sul sentiero per la chiesa di San Miro e veglia di preghiera ogni 31 dicembre.

## Cultura

### Istruzione
Sono presenti due scuole:
- Scuola materna "Don Antonio Pasini", a Sorico centro;
- Scuola elementare "Giovanni Paolo II", in località Ponte del Passo.

### Cucina
Nelle cucine delle case e presso i diversi ristoranti sia nel centro che nelle frazioni del paese si possono gustare i piatti tipici della zona con peculiari varianti della cucina Lariana:
(Proverbio comasco)
- polenta uncia, polenta riscaldata con l'aggiunta di formaggio e burro fuso;
- Pült, una polentina morbida di farina di mais intinta nel latte freddo;
- polenta taragna;
- Türtell o Cutizza, pastella di farina di frumento, latte uova e sale soffritta nel burro. A Sorico nel mese di maggio si aggiungono alla pasta i fiori di robinia che la rendono morbida e soavemente profumata;
- Risotto con pesce persico e lavarello in carpione,
- Misultin, agoni del Lago di Como, privati delle interiora, salati, essiccati all'aria aperta, poi grigliati e mangiati con la polenta;

(Proverbio comasco)
- Cassœula, secondo piatto a base di verza e maiale;
- Büseca, ricca variante della Trippa con verdure, pane raffermo e formaggio;
- Braschèe o Mundee, caldarroste cotte sul fuoco dei camini nelle case:
- El nustranell, vino realizzato con uva fragola, Clinton (vitigno) e altri vitigni. Oggi non si produce più se non per un consumo domestico.

Ogni piatto è un sorprendente connubio con il territorio. Chi si siede a tavola conosce il territorio in quanto: dalla pianura del Pian di Spagna si ottiene il mais, dal lago di Como il pescato, dalla collina il vino nustranell, dai boschi di montagna le castagne e dagli alpeggi il formaggio.

## Economia

### Turismo
Il territorio di Sorico, inserito nel circuito turistico del Lago di Como, vanta molteplici attività legate alla ricettività e all'ospitalità. A Sorico centro e nelle frazioni sono presenti 5 esercizi alberghieri a conduzione familiare con 126 posti letto complessivi, 5 campeggi, 1 rifugio a 900 m s.l.m. con 12 posti letto e 14 fra ristoranti e bar.

## Amministrazione

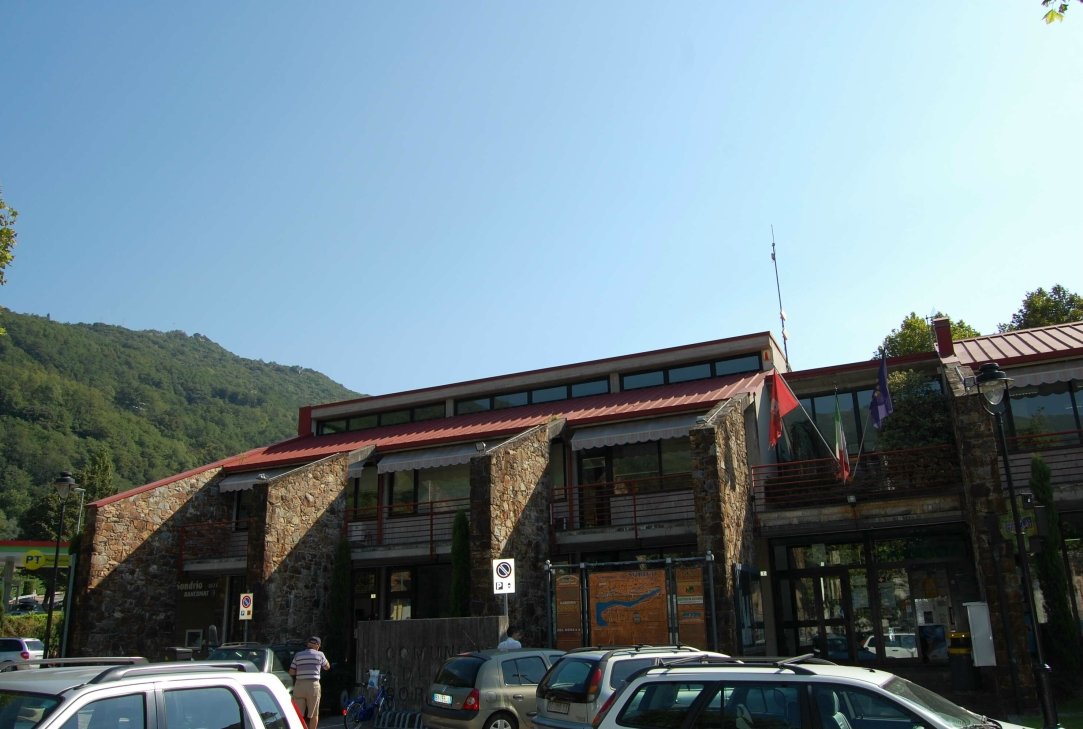
L'architettura del Municipio di Sorico nella centrale Piazza Cesare Battisti

| Periodo | Periodo   | Primo cittadino   | Partito | Carica                  | Note   |
| ------- | --------- | ----------------- | ------- | ----------------------- | ------ |
| 1945    | 1947      | Luigi Biffi       |         | Sindaco                 |        |
| 1947    | 1951      | Abbondio Copes    |         | Sindaco                 |        |
| 1951    | 1956      | Elviro Sandrini   |         | Sindaco                 |        |
| 1956    | 1964      | Ennio Folzani     |         | Sindaco                 |        |
| 1964    | 1966      | Luigi Andreoli    |         | Sindaco                 |        |
| 1966    | 1974      | Ennio Folzani     |         | Sindaco                 |        |
| 1974    | 1982      | Rino Borzi        |         | Sindaco                 |        |
| 1982    | [2001     | Marino Piscen     |         | Sindaco                 | [ 21 ] |
| 2001    | 2011      | Ivano Polledrotti |         | Sindaco                 | [ 21 ] |
| 2011    | 2012      | Alessio Copes     |         | Sindaco                 | [ 21 ] |
| 2012    | 2013      | Domenico Roncagli |         | Commissario prefettizio | [ 21 ] |
| 2013    | 2018      | Ivan Tamola       |         | Sindaco                 | [ 21 ] |
| 2018    | 2019      | Giacomino Michele |         | Commissario prefettizio | [ 21 ] |
| 2019    | 2024      | Ettore Dassi      |         | Sindaco                 | [ 21 ] |
| 2024    | in carica | Ettore Dassi      |         | Sindaco                 | [ 21 ] |

### Altre informazioni amministrative
Il comune è compreso nelle zone umide italiane della lista di Ramsar e fa parte della Comunità montana Valli del Lario e del Ceresio.

## Galleria d'immagini

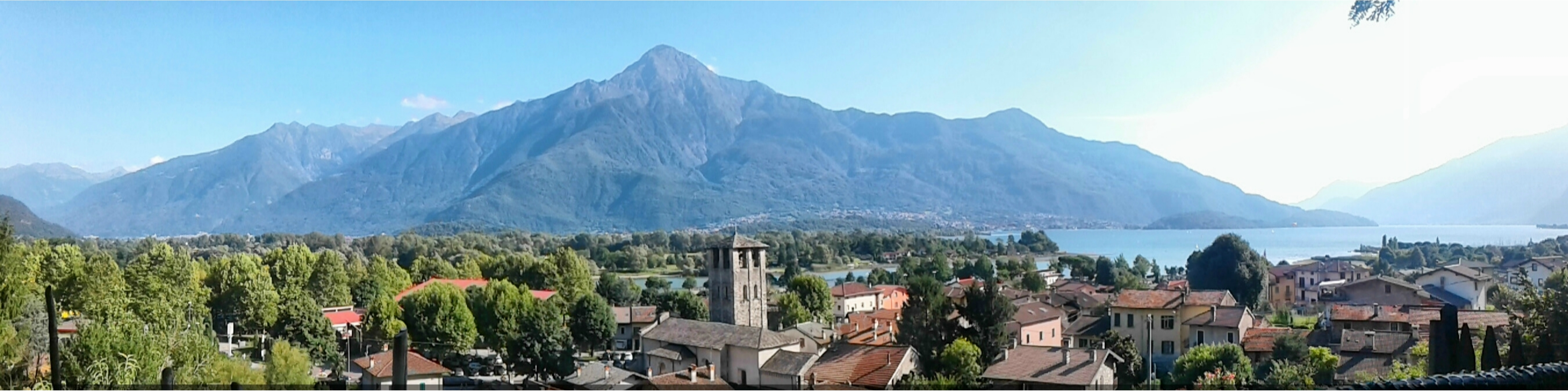
Il centro storico di Sorico e il primo tratto nascente di lago.
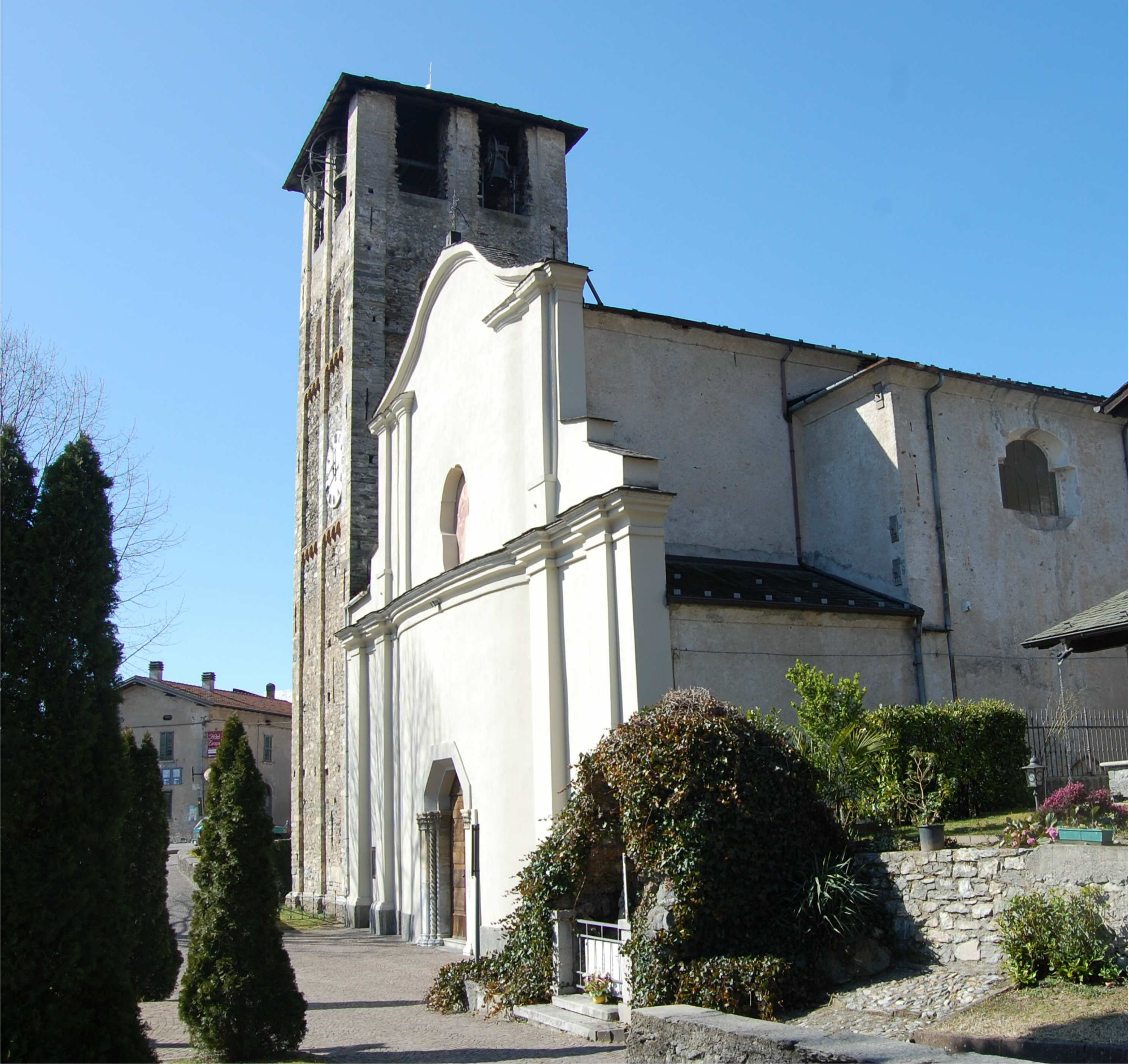
Chiesa di S. Stefano sede Arcipretale.
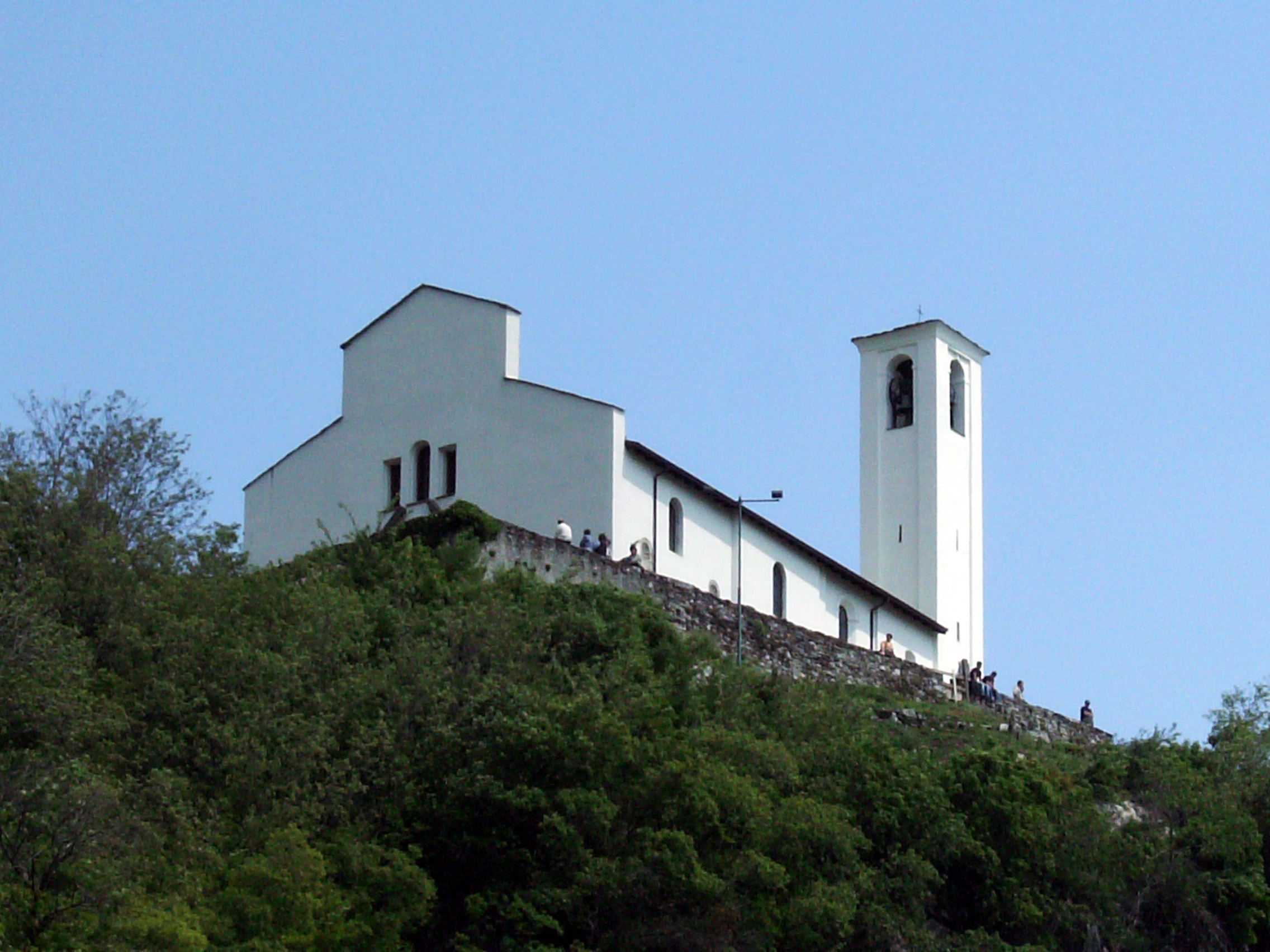
Il Santuario di San Miro.
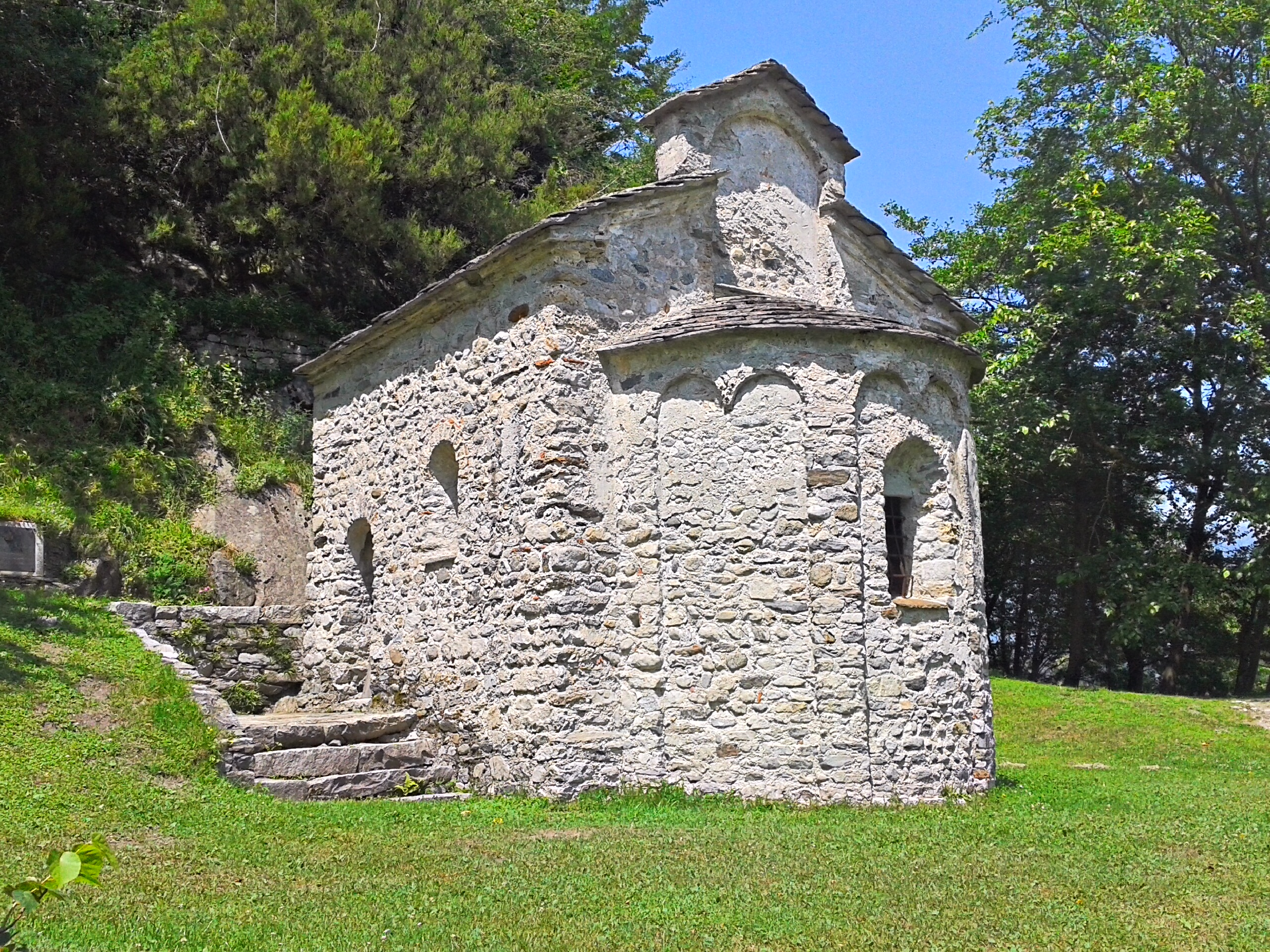
L'Oratorio di San Fedele.
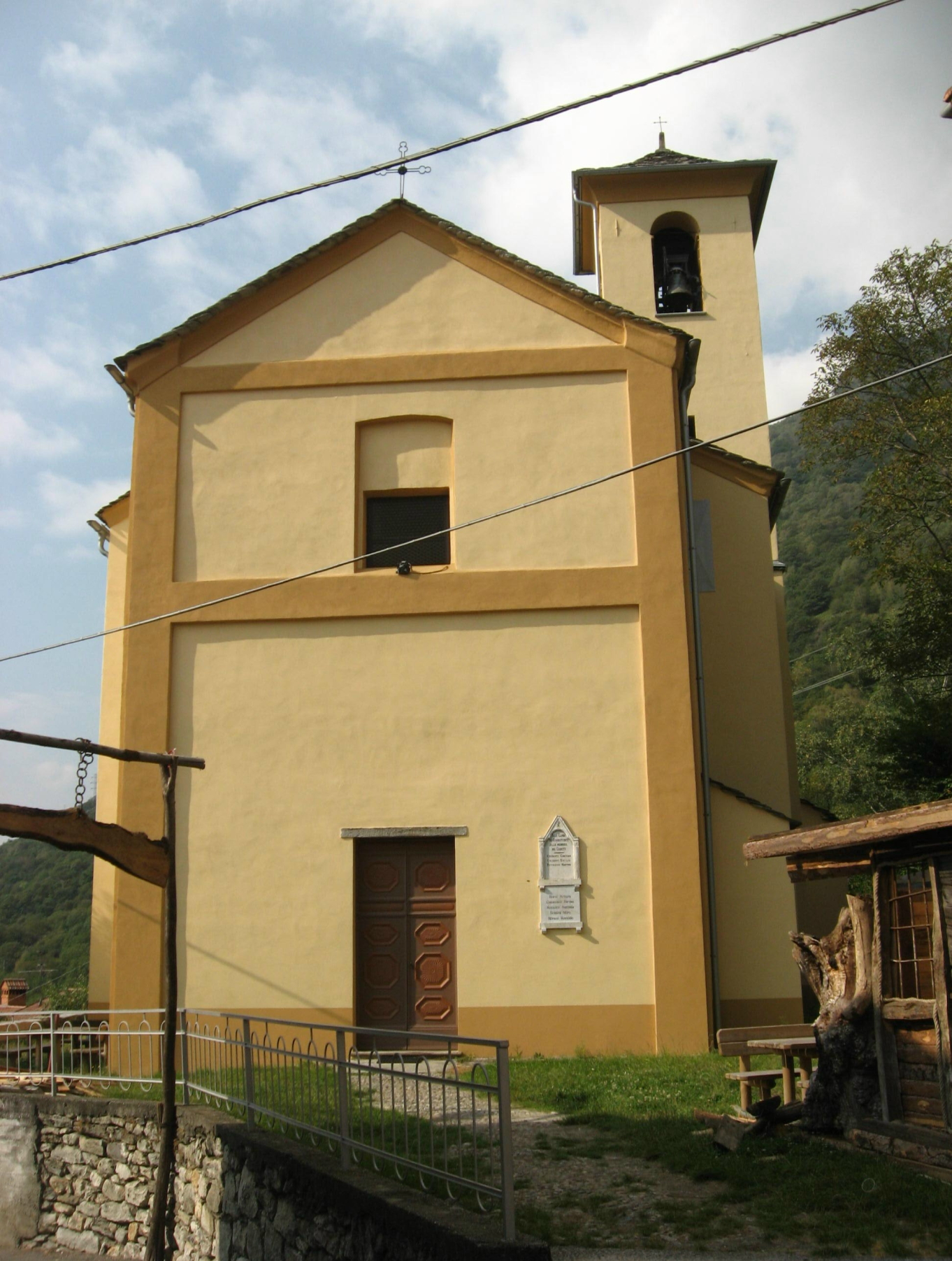
La chiesa di San Sebastiano.
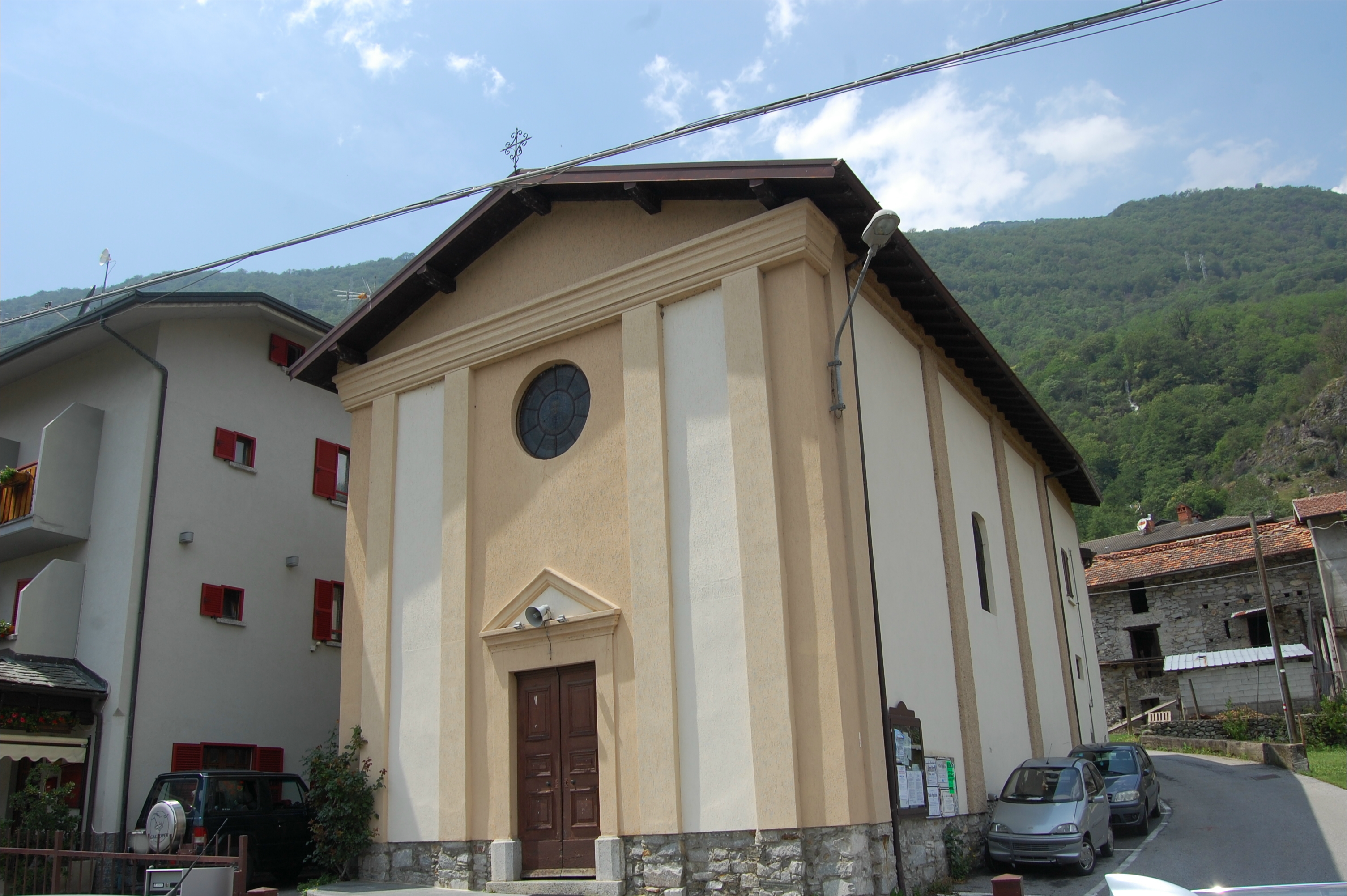
La chiesa di San Biagio.
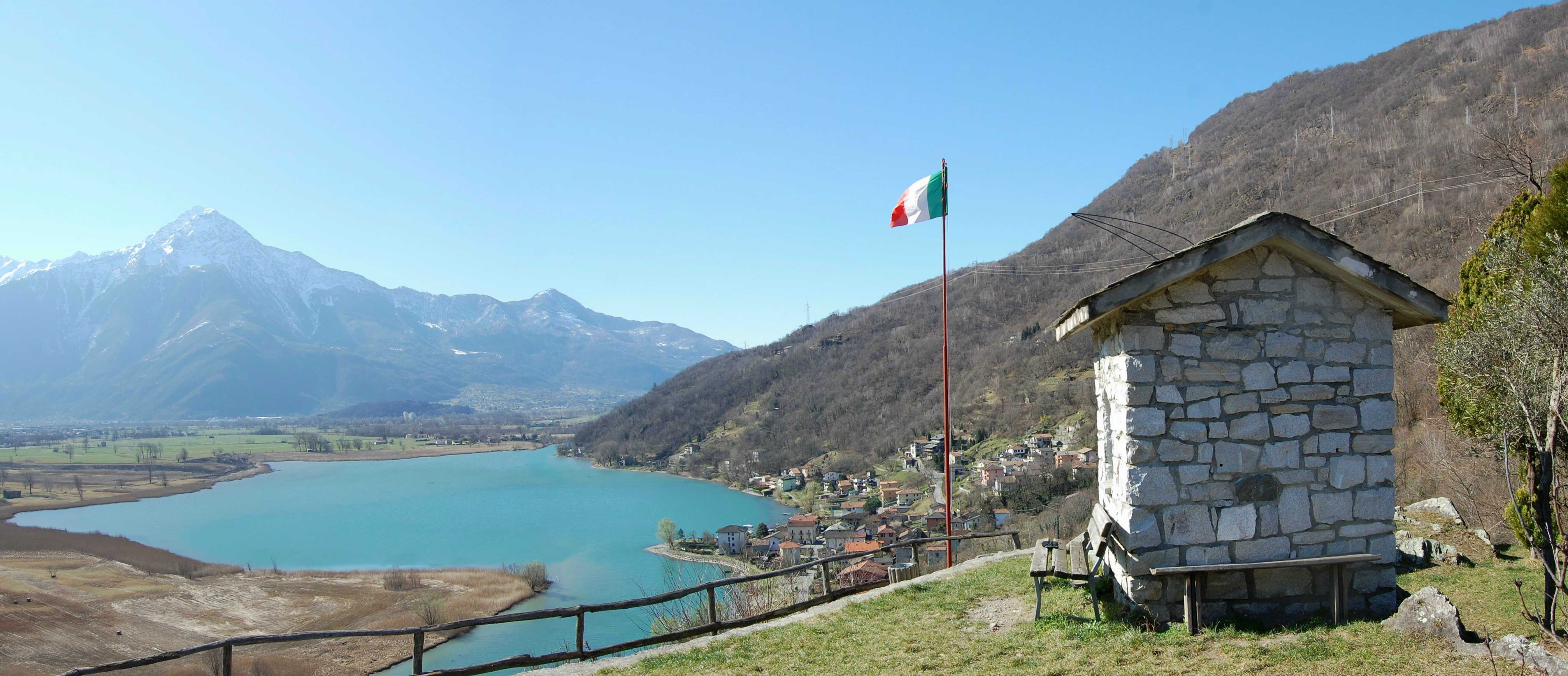
Vista panoramica dal Sasso di Dascio.
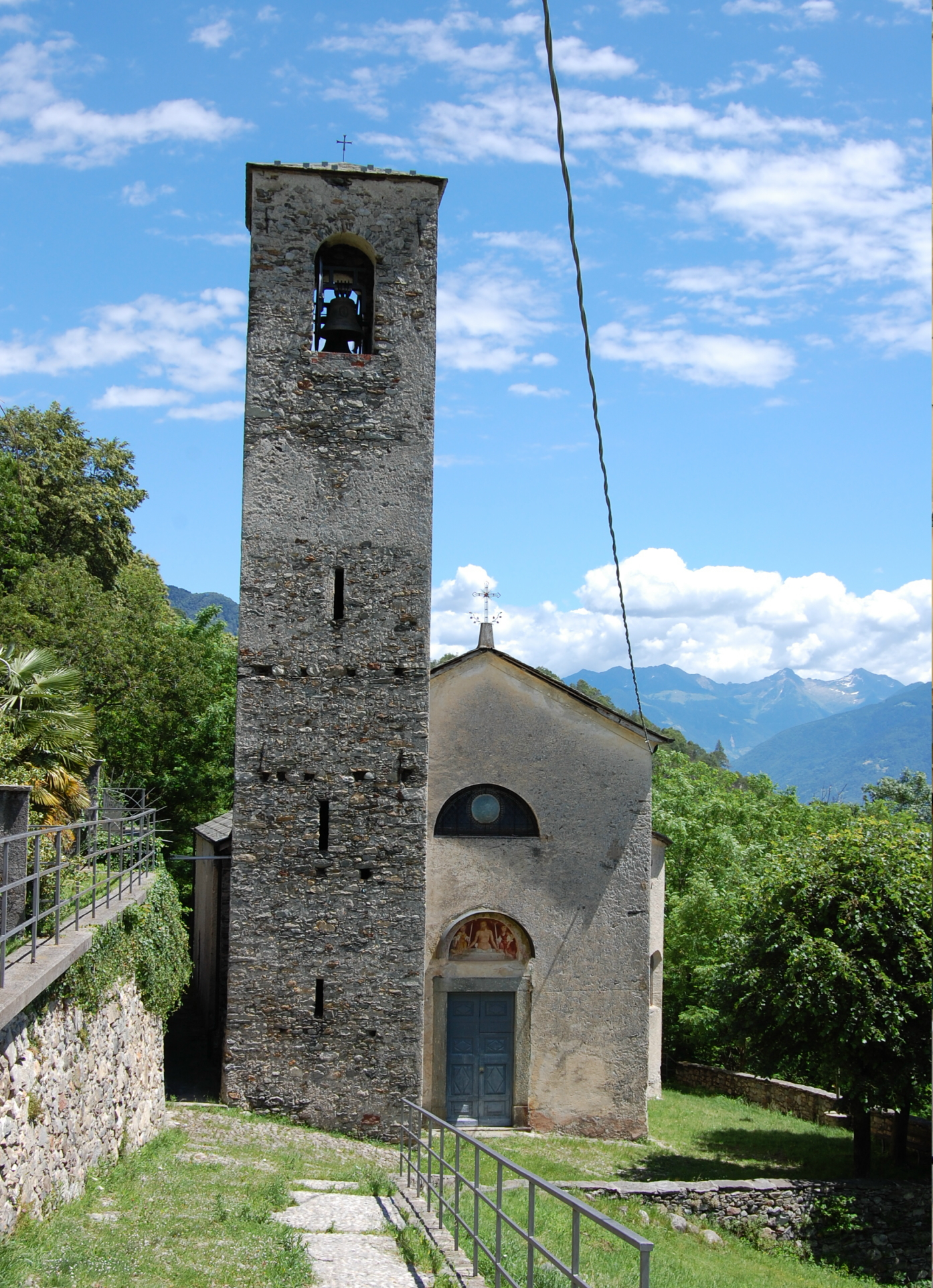
La Chiesa di San Giovanni Battista.
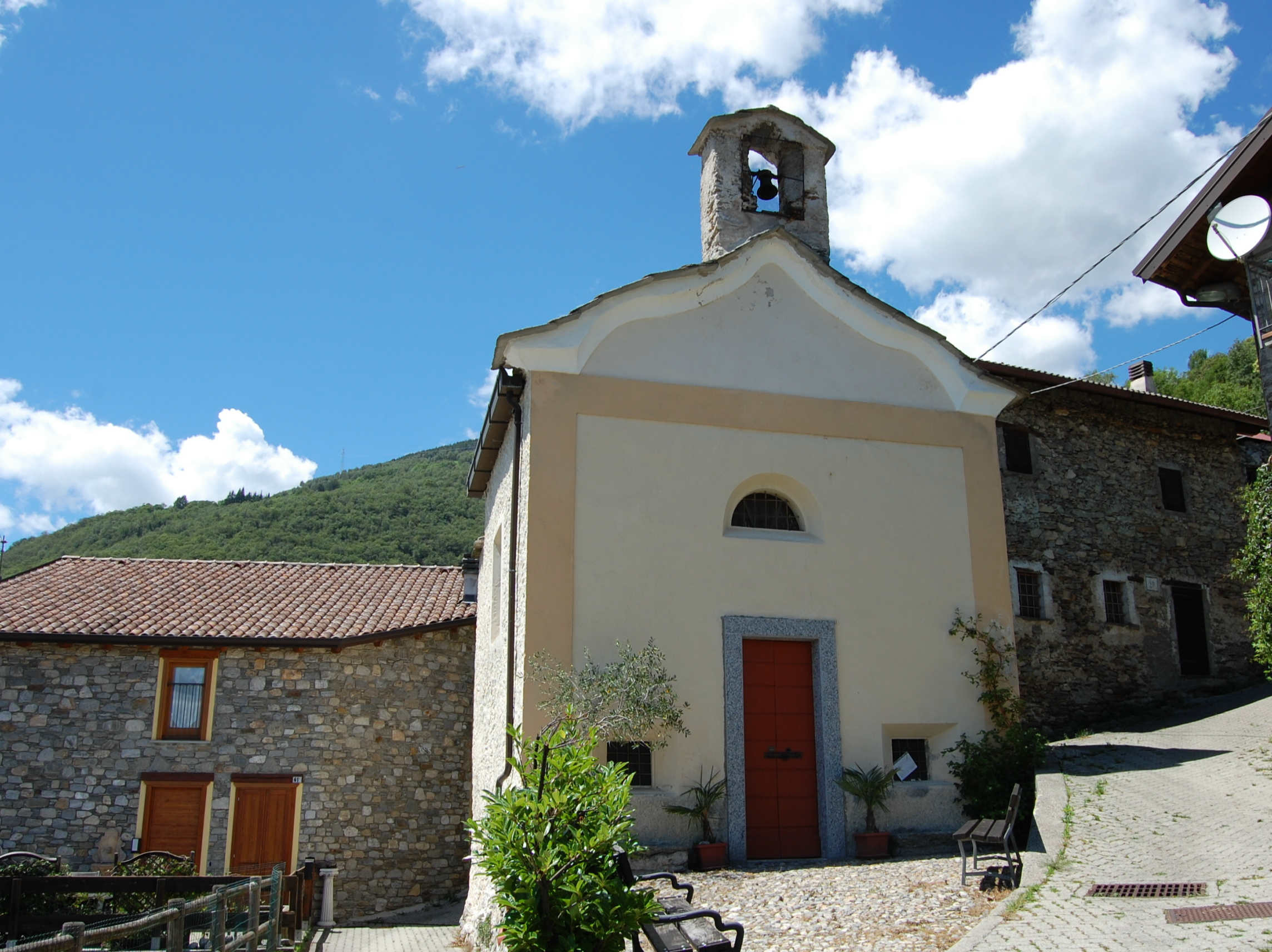
L'Oratorio di San Gaetano.
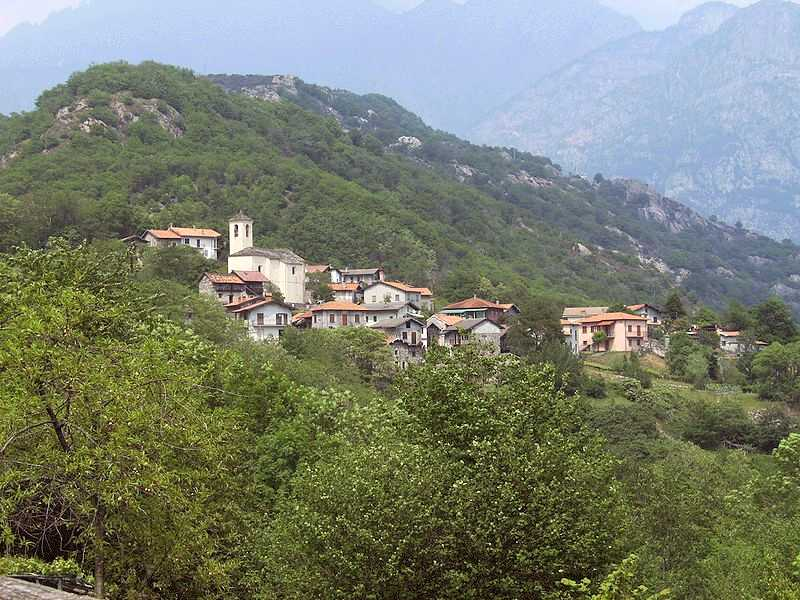
Albonico, frazione di Sorico.
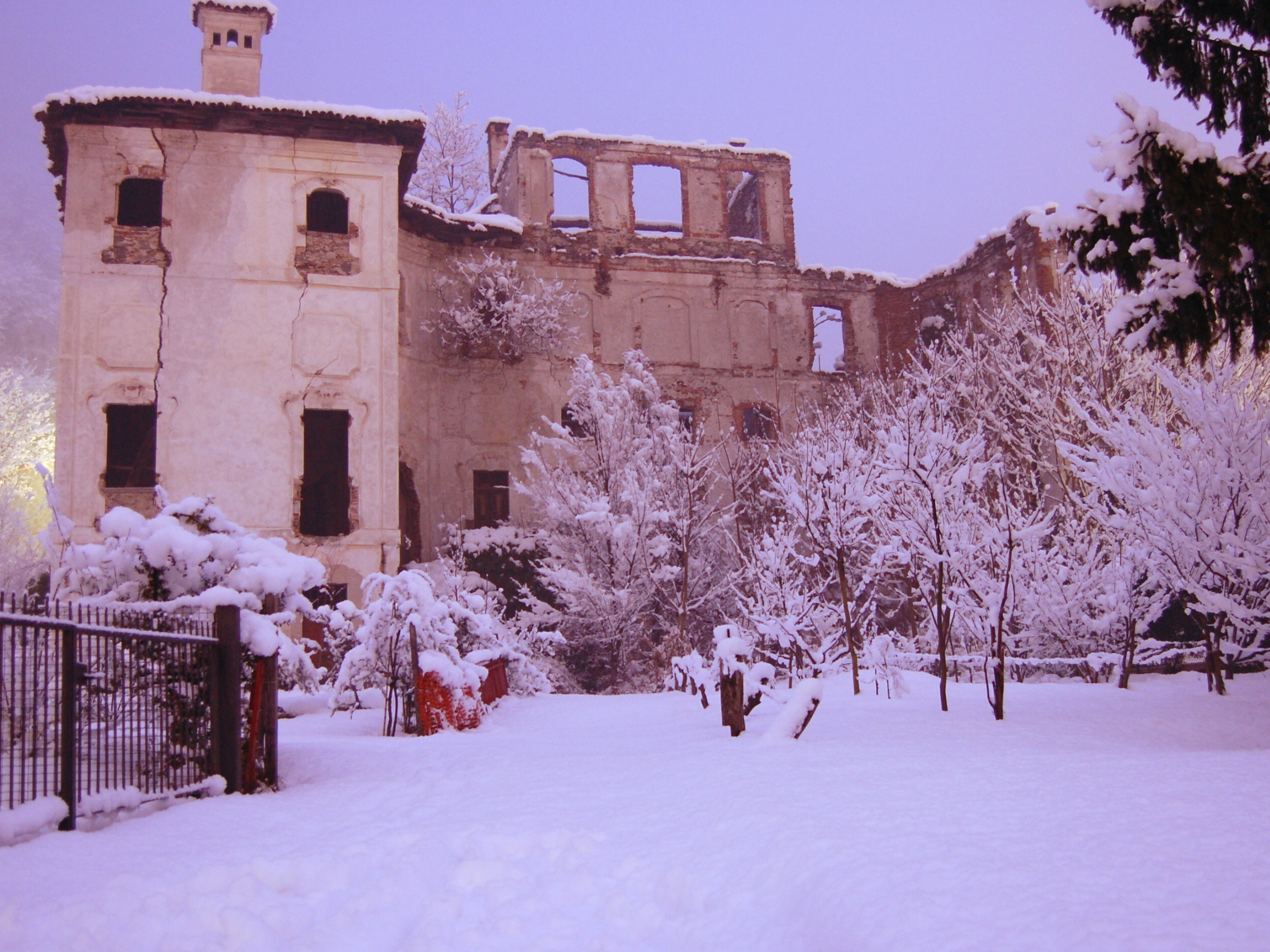
Ruderi del Palazzo Giulini.
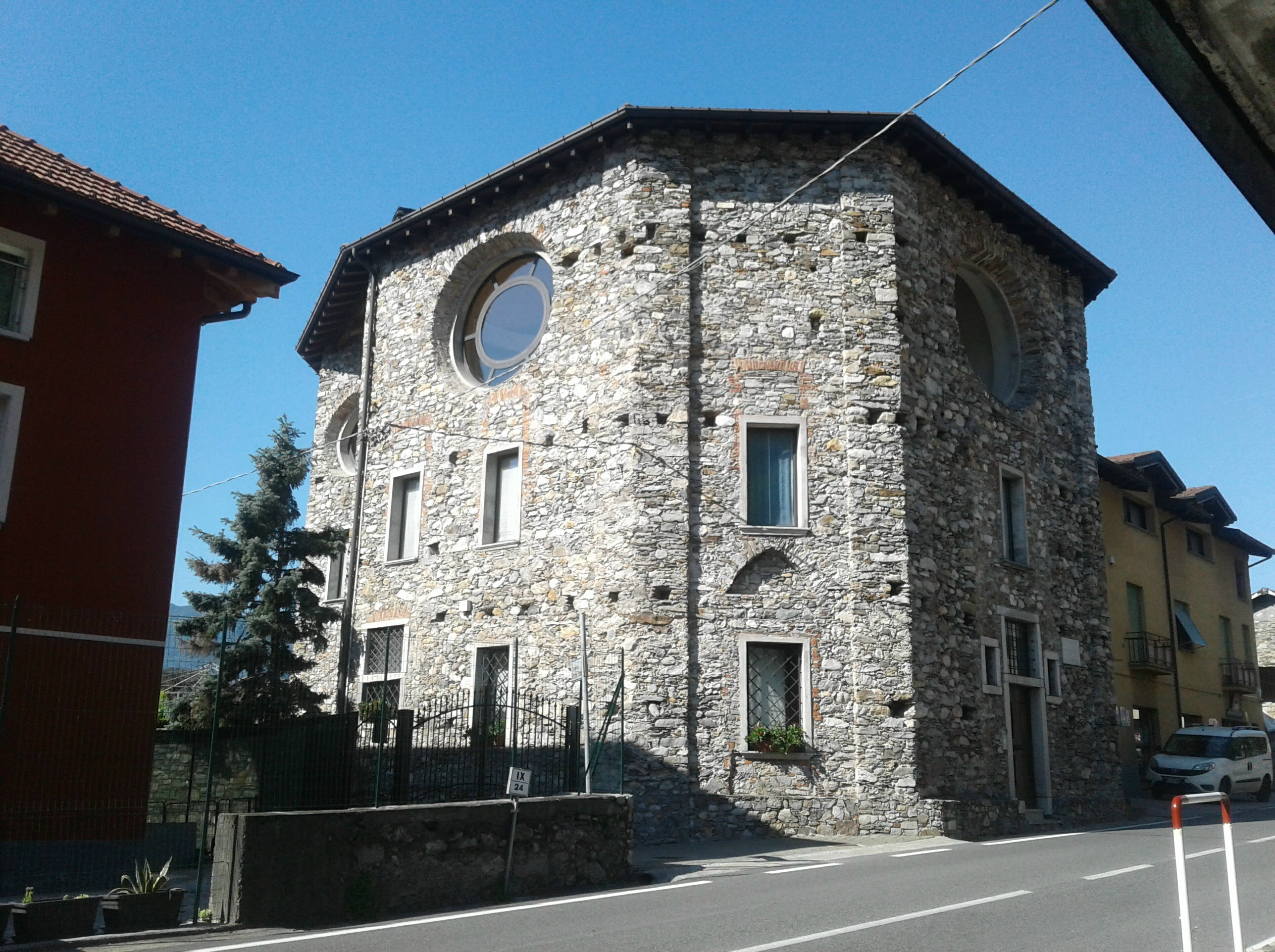
La Ca' Redunda al centro del paese.
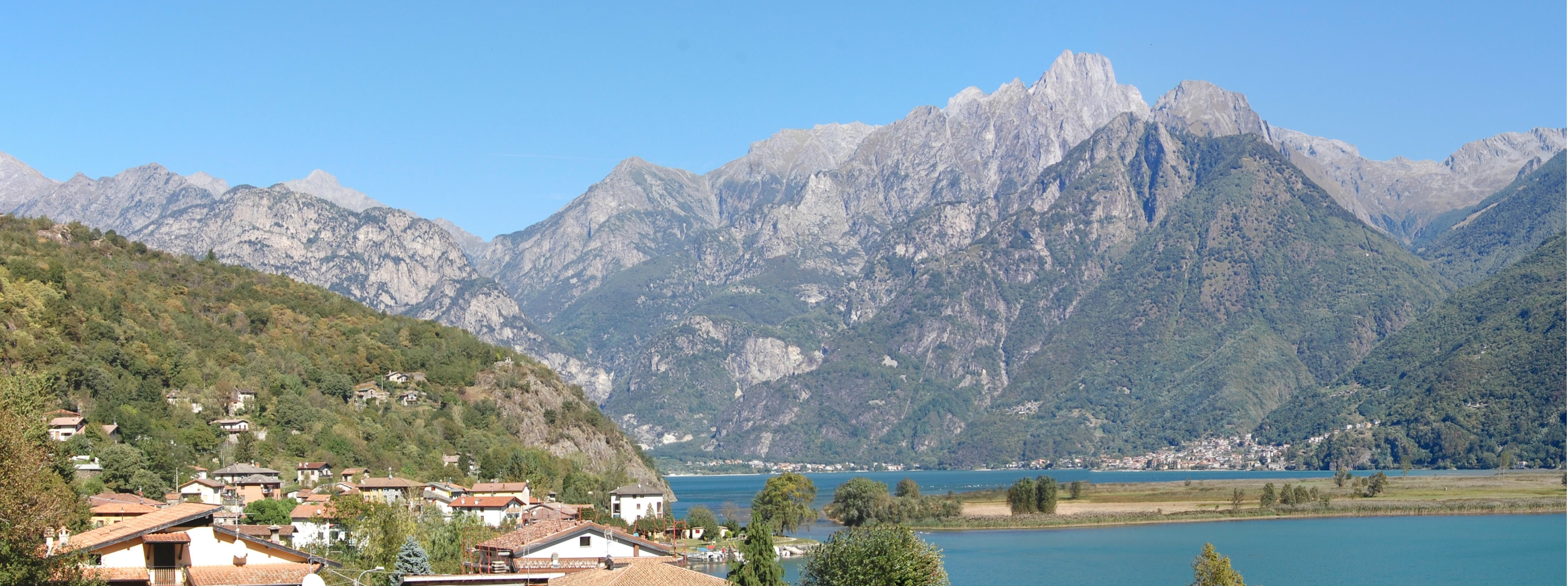
Dascio frazione di Sorico.
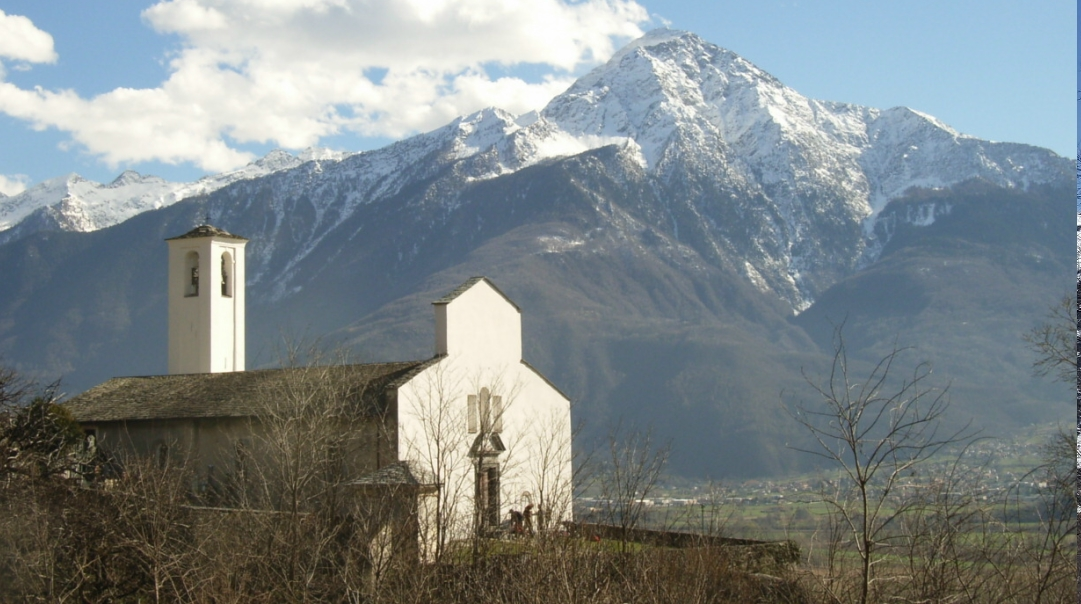
Il Santuario di San Miro.
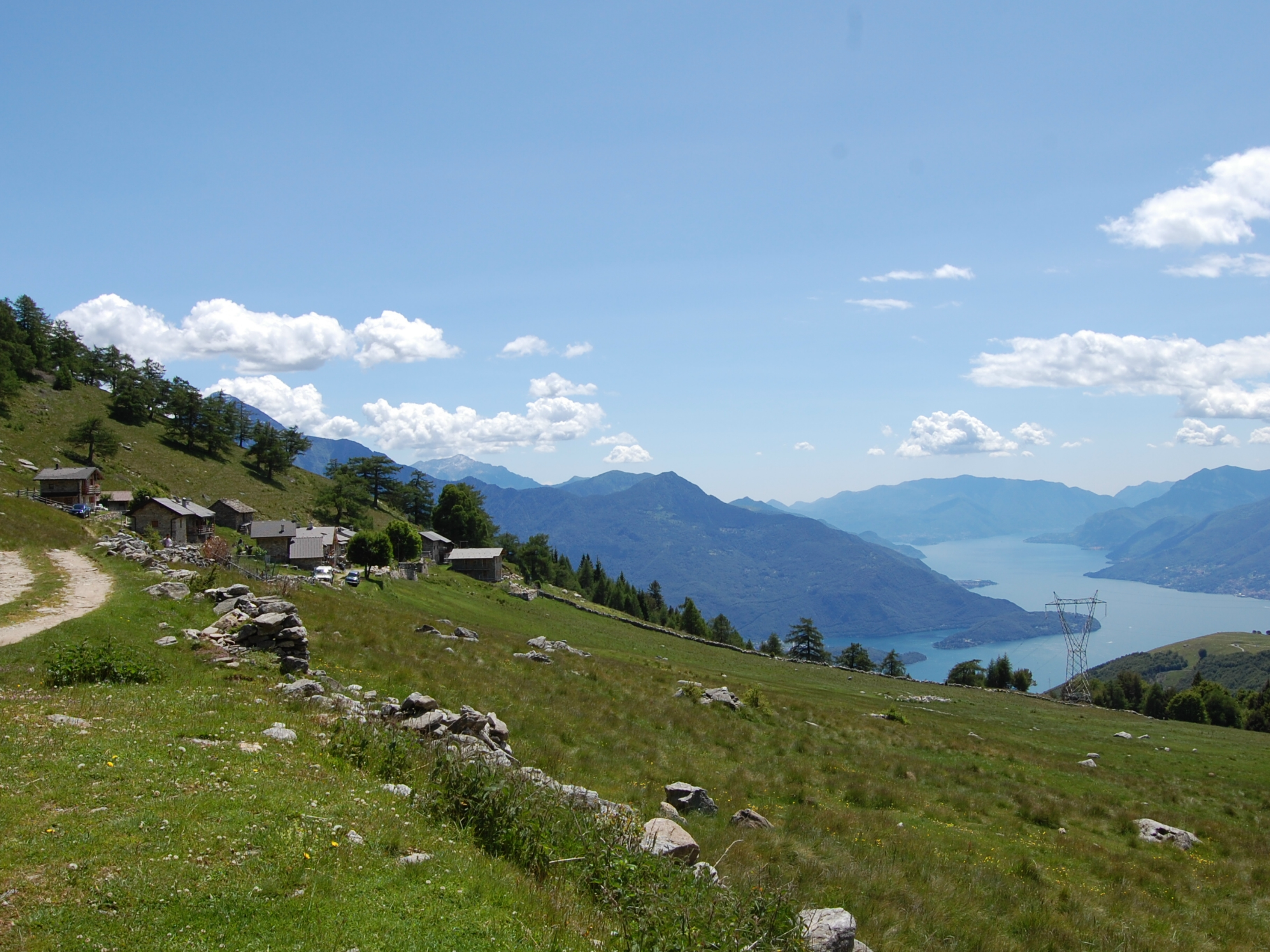
L'alpeggio di Pescedo.

### Esplicative
1. ↑  Per il dialetto comasco, si utilizza l'ortografia ticinese, introdotta a partire dal 1969 dall'associazione culturale Famiglia Comasca nei vocabolari, nei documenti e nella produzione letteraria.
2. ↑  Nella villa si era installata una sezione del controspionaggio britannico (Field security service)

### Bibliografiche
1. 1 2   Bilancio demografico mensile anno 2025 (dati provvisori), su demo.istat.it, ISTAT.
2. ↑   Classificazione sismica (XLS), su rischi.protezionecivile.gov.it.
3. ↑   Tabella dei gradi/giorno dei Comuni italiani raggruppati per Regione e Provincia (PDF), in Legge 26 agosto 1993, n. 412, allegato A, Agenzia nazionale per le nuove tecnologie, l'energia e lo sviluppo economico sostenibile, 1º marzo 2011,  p. 151. URL consultato il 25 aprile 2012 (archiviato dall'url originale il 1º gennaio 2017).
4. 1 2  AA.VV., Una chiesa tra lago e montagne, p. 129.
5. 1 2 3 4 5 6 7   Comune di Sorico, sec. XIV - 1757 – Istituzioni storiche – Lombardia Beni Culturali, su lombardiabeniculturali.it. URL consultato il 17 maggio 2020.
6. ↑   Pieve di Santo Stefano, sec. XI - 1456 – Istituzioni storiche – Lombardia Beni Culturali, su lombardiabeniculturali.it. URL consultato il 17 maggio 2020.
7. 1 2 3   Comune di Sorico, 1798 - 1809 – Istituzioni storiche – Lombardia Beni Culturali, su lombardiabeniculturali.it. URL consultato il 17 maggio 2020.
8. 1 2   Comune di Sorico, 1816 - 1859 – Istituzioni storiche – Lombardia Beni Culturali, su lombardiabeniculturali.it. URL consultato il 17 maggio 2020.
9. ↑  Frigerio, p. 102.
10. ↑  M. Longatti, L'incursione in Alto Lario del duca di Rohan…, in P.S.S.C, 53, Como 1989, pp. 202-206.
11. ↑  Giorgio Spini, Storia dell'Età Moderna, vol. 2, Torino, Giulio Einaudi Editore (Piccola Biblioteca Einaudi), 1965, V edizione, pag. 546
12. ↑  Dizionario generale di scienze, lettere, arti, storia, geografia 1863
13. ↑  Zone umide di importanza internazionale Archiviato il 19 luglio 2013 in Internet Archive. Ministero dell'Ambiente
14. ↑   Consacrazione della chiesa del Buon Pastore a Sorico – Diocesi di Como, su diocesidicomo.it. URL consultato il 27 novembre 2021.
15. ↑   Mario Longatti e Guido Rovi, Le Opere,  p. 223.
16. ↑  Belloni et al., p. 26.
17. ↑   Alla scoperta di Sorico, incontrando San Miro - North Lake Como, su www.northlakecomo.net. URL consultato il 5 luglio 2022.
18. ↑   Comune di Sorico, 1757 - 1797 – Istituzioni storiche – Lombardia Beni Culturali, su lombardiabeniculturali.it. URL consultato il 17 maggio 2020.
19. 1 2 3 4 5   Comune di Sorico, 1859 - [1971] – Istituzioni storiche – Lombardia Beni Culturali, su lombardiabeniculturali.it. URL consultato il 17 maggio 2020.
20. ↑  Dati tratti da:
  -  Popolazione residente dei comuni. Censimenti dal 1861 al 1991 (PDF), su ebiblio.istat.it, ISTAT.
  -  Popolazione residente per territorio – serie storica, su esploradati.censimentopopolazione.istat.it.
Nota bene: il dato del 2021 si riferisce al dato del censimento permanente al 31 dicembre di quell'anno.
21. 1 2 3 4 5 6 7 8   Anagrafe degli amministratori locali e regionali, su amministratori.interno.gov.it. URL consultato il 13 maggio 2023.